# منغوليا
منغوليا أو رسمياً جمهورية منغوليا (بالمنغولية: Монгол Улс/Mongol Uls) هي أكبر دولة غير ساحلية في شرق آسيا. تحدها روسيا شمالاً والصين جنوباً، شرقاً وغرباً، كما أن حدود شينجيانغ مع جمهورية ألتاي تفصل بين منغوليا وكازاخستان. عاصمتها هي أولان باتور وهي أكبر مدينة أيضاً، وهي موطن لحوالي 45% من السكان. النظام السياسي في منغوليا جمهوري برلماني.
وقد حُكمت منغوليا من قبل مختلف الإمبراطوريات السابقة، بما في ذلك شيونغنو، إيان، أردي، غوكتورك، وغيرها. في عام 1206، أسس جنكيز خان إمبراطورية المغول، وقام حفيده قوبلاي خان بغزو الصين لتأسيس أسرة يوان. بعد انهيار يوان، تراجع المغول إلى منغوليا واستأنفت في وقت سابق من نمط الصراع بين الفصائل والغارات أحياناً على المناطق الحدودية الصينية. في القرنين السادس عشر والسابع عشر، دخل التأثير البوذي التبتي المستند على تعاليم فاجرايانا إلى منغوليا قادماً من التبت، ومن منغوليا انتقل هذا التأثير لاحقاً إلى بعض مناطق روسيا مثل بورياتيا وتوفا وكالميكيا. في نهاية القرن 17، أدرجت كل من منغوليا في منطقة يحكمها أسرة تشينغ جنباً إلى جنب مع الصين. خلال انهيار سلالة تشينغ أنشأت الحكومة المنغولية المؤقتة في 30 نوفمبر 1911. في 29 ديسمبر 1911 أعلن استقلال منغوليا من أسرة تشينغ المانتشوية في هذه الثورة والتحرير الوطني أُنْهيَ حكم المانتشو التي استمر 220 عاماً.
جاءت البلاد تحت النفوذ السوفياتي، مما أدى إلى إعلان الجمهورية الشعبية المنغولية كدولة تابعة في عام 1924. بعد انهيار الأنظمة الشيوعية في أوروبا في أواخر عام 1989، شهدت منغوليا الثورة الديمقراطية الخاصة بها في أوائل عام 1990، بل أدت إلى نظام التعددية الحزبية، والدستور الجديد لسنة 1992، والتحول إلى اقتصاد السوق.
تبلغ مساحة منغوليا 1,564,116 كيلومتر مربع (603909 ميل مربع)، ومنغوليا هي إحدى الدول الأقل كثافة سكانية في العالم، حيث يبلغ عدد سكانها حوالي 3.5 مليون نسمة. بل هو أيضاً ثاني أكبر بلد غير ساحلي في آسيا بعد كازاخستان. الأراضي الصالحة للزراعة قليلة جداً في منغوليا، مثلاً الكثير من مساحتها تغطيها السهوب والجبال إلى الشمال والغرب وصحراء غوبي في الجنوب. حوالي 30% من السكان هم من البدو الرحل أو شبه الرحل. الديانة السائدة في منغوليا هي البوذية التبتية، وغالبية مواطني الدولة هم من المغول العرق، وتعتبر الكازاخ والتوفانز من الأقليات في منغوليا، وخاصة في الغرب. حوالي 20% من السكان يعيشون على أقل من 1.25 دولار أمريكي في اليوم الواحد. انضمت منغوليا لمنظمة التجارة العالمية في عام 1997، وتسعى لتوسيع مشاركتها في الأنظمة الاقتصادية والتجارية الإقليمية.

## أصل التسمية
المُغُول، أو المُنغُول، قوم نشؤوا في منطقة هضبة منغوليا الواقعة في شرق آسيا، يطلق هذا اللقب على كل من يتكلم اللغة المنغولية بما فيهم شعب الكالميك الموجودون بشرق أوروبا.
يتوزع المنغول حالياً ما بين منغوليا والصين (منغوليا الداخلية) وروسيا وآسيا الوسطى ويوجد منهم أقلية في أفغانستان تعرف بالهزارة (أقلية شيعية تتحدث الفارسية على الحدود مع إيران).

## الجغرافيا

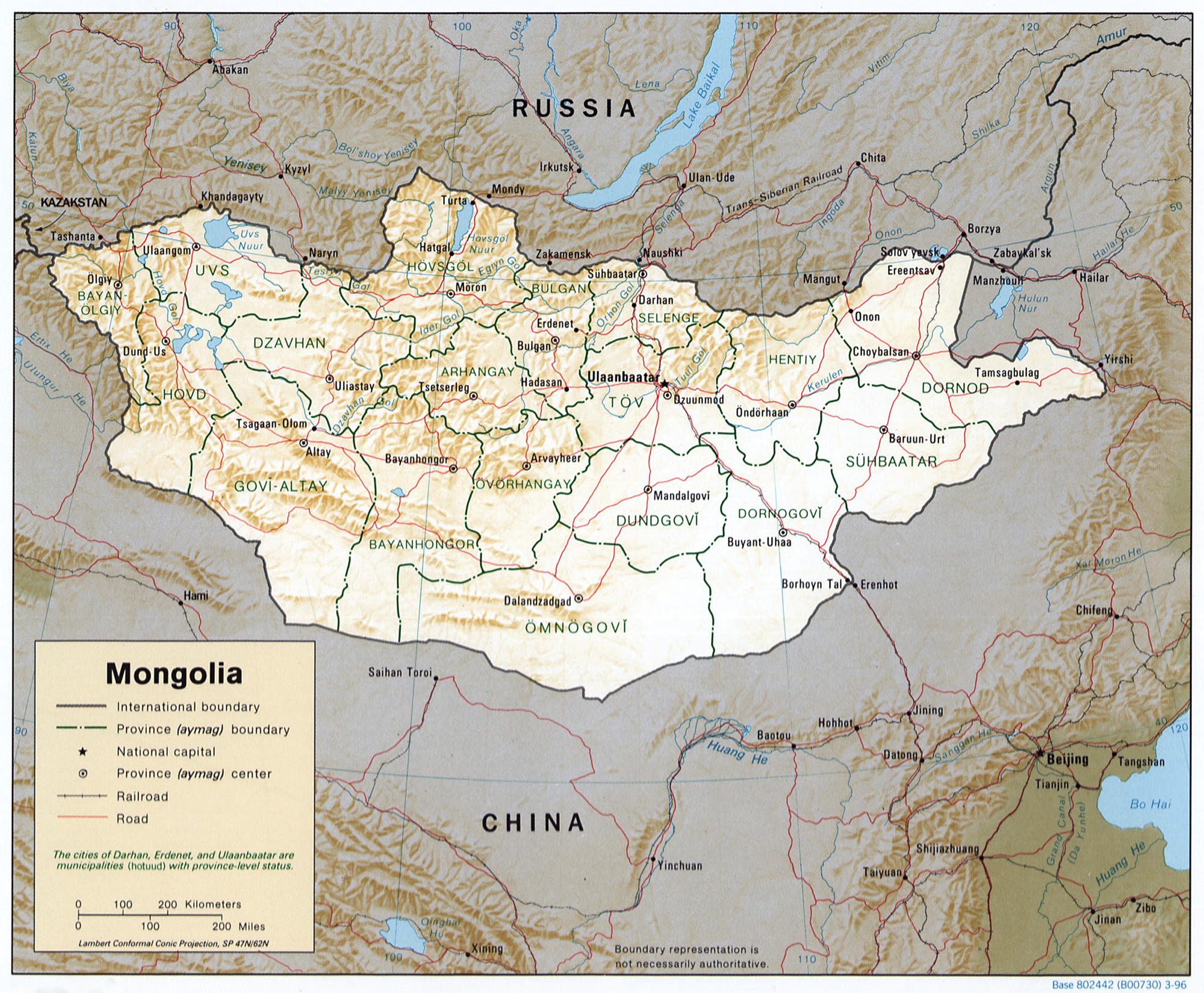
تحتل صحراء جوبي الجزء الجنوبي من منغوليا، في حين أن الأجزاء الشمالية والغربية عبارة عن مناطق جبلية.

تبلغ مساحة منغوليا حوالي 1,564,116 كيلومتر مربع وهي ثامن عشر أكبر دولة في العالم، من أهم المعالم الجغرافية في منغوليا صحراء جوبي التي تمثل ثاني أكبر صحراء على مستوى العالم تغطي صحراء جوبي ثلث المنطقة الجنوبية من منغوليا وتعد موطنا للعديد من الحيوانات التي قاربت على الانقراض بصورة نهائية مثل «دب جوبي» لم يتبق منه سوى 40 حيواناً فقط والجمل البري والحمار البري ورغم قسوة البيئة واختفاء مظاهر الحياة في تلك الصحراء المترامية الأطراف كان رعاة الإبل والماشية من المغول يسكنون فيها لعدة قرون وإلى جانب هذه البيئة الصحراوية القاحلة تغطي الغابات الجبلية بأشجارها ومراعيها الخضراء حوالي 25 في المائة من مساحة البلاد ومن أشهر تلك المناطق غابة ألتاي نيورو التي توجد في أقصى الجزء الغربي من منغوليا وهي منطقة تغطيها الثلوج في معظم أيام السنة وتبلغ أعلى قمة في الجبال المنتشرة في منغوليا وهي قمة جبل كيوتن 4374 متر.

### المناخ

مناطق تصنيف مناخ كوبن في منغوليا

المناخ في منطقة منغوليا الداخلية معقد متنوع نظرا لموقعها وتضاريسها. ويسود المناخ الموسمي القاري في المناطق. وفي الربيع ترتفع درجة الحرارة فجأة وتكثر فيه أيام الرياح الشديدة. والصيف هنا قصير ومعتدل، وتسقط الأمطار فيه. وفي الخريف تنخفض درجة الحرارة سريعا، ويحل الصقيع على العموم مبكرا. والشتاء طويل بارد قارس، تكثر فيه الموجات الباردة. تتراوح كمية المطر سنويا هنا بين100-500 ميليمتر، والفترة الخالية من الصقيع بين 80 ¨C150 يوما. ووقت سطوع الشمس أكثر من 2700 ساعة في السنة. وتعد جبال شينغآن الكبرى وجبال ينشان حدودا طبيعية فاصلة لاختلاف المناخ في المنطقة. فدرجة الحرارة وكمية المطر في مناطق شرق جبال شينغآن الكبرى وشمال جبال ينشان تنخفض عن مناطق غرب جبال شينغآن الكبرى وجنوب جبال ينشان بصورة واضحة.

### البيئة

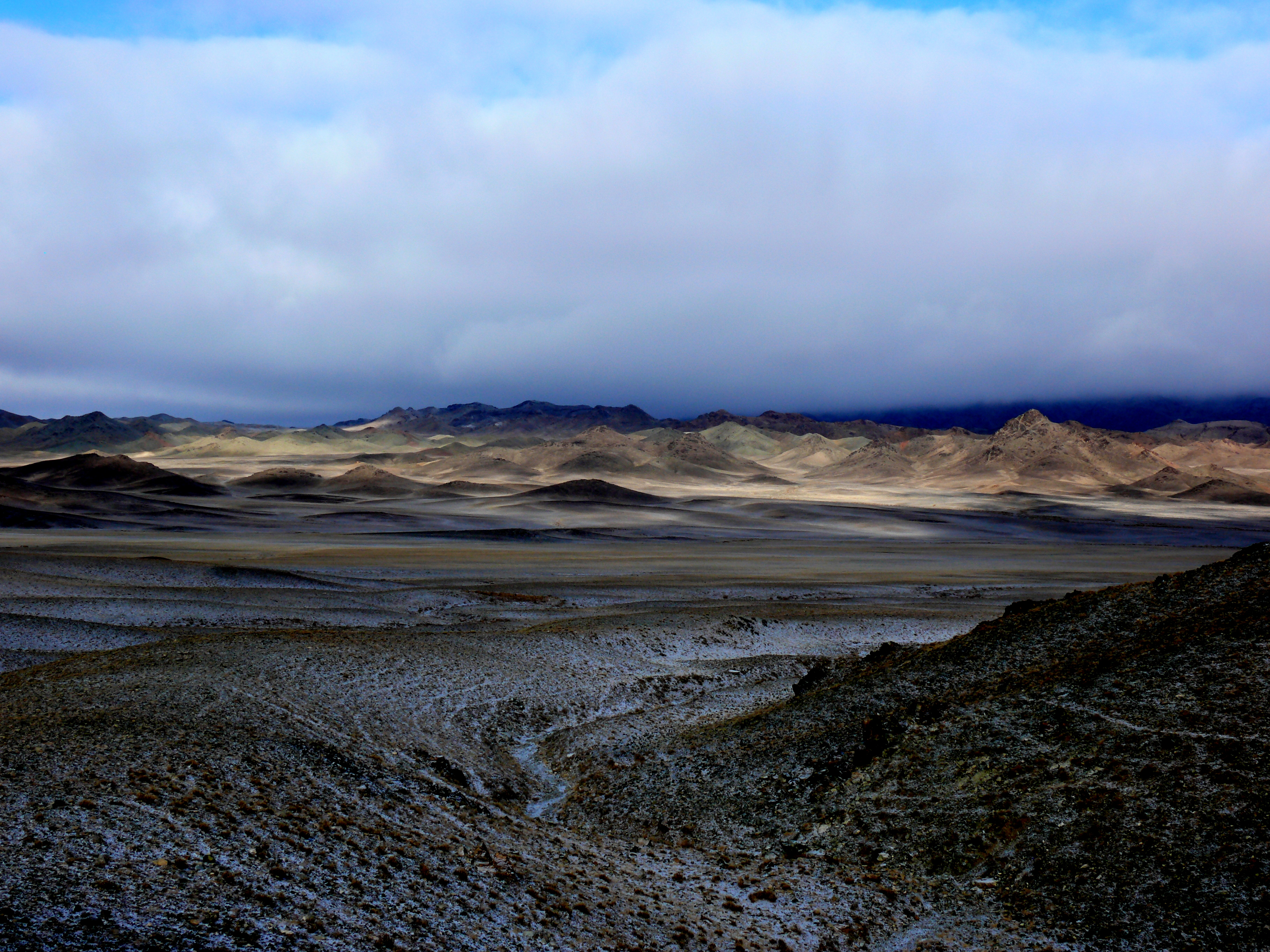
صحراء جوبي، مقاطعة أومنوغوفي، التصحر هو قضية رئيسية في منغوليا.

موارد المياه العذبة الطبيعية محدودة في بعض المناطق؛ سياسات الأنظمة الشيوعية السابقة روجت للتحضر السريع والنمو الصناعي التي كان لها آثار سلبية على البيئة؛ حرق الفحم الناعم في محطات الطاقة الغازية وعدم إنفاذ القوانين البيئية تلوّث الهواء بشدة في أولان باتور؛ إزالة الغابات والرعي الجائر، وتحويل الأراضي البكر في الإنتاج الزراعي زاد تآكل التربة من الرياح والأمطار؛ التصحر وكان لأنشطة التعدين تأثير ضار على البيئة.
قال أخيم شتاينر المدير التنفيذي لبرنامج الأمم المتحدة للبيئة، إن منغوليا تواجه ضغوطا متزايدة على الأمن الغذائي ووسائل رعي البدو التقليدية وامدادات المياه، وذلك نتيجة لتأثيرات تغير المناخ، مشيرا إلى أن منغوليا هي من بين دول العالم الأكثر تعرضا لآثار ظاهرة الاحتباس الحراري.
وتشير التقديرات إلى أن متوسط درجة الحرارة السنوي في منغوليا قد زاد بنسبة أكثر من درجتين مئويتين خلال السنوات السبعين الماضية كما انخفض معدل هطول الأمطار في معظم المناطق.
هذا ومن المقرر أن يتم إرسال بعثة من برنامج الأمم المتحدة للبيئة إلى منغوليا في أبريل/نيسان القادم بهدف مساعدة البلاد على الانتقال إلى اقتصاد أخضر في مجالات مثل الأراضي والطاقة والمياه.

## تاريخ

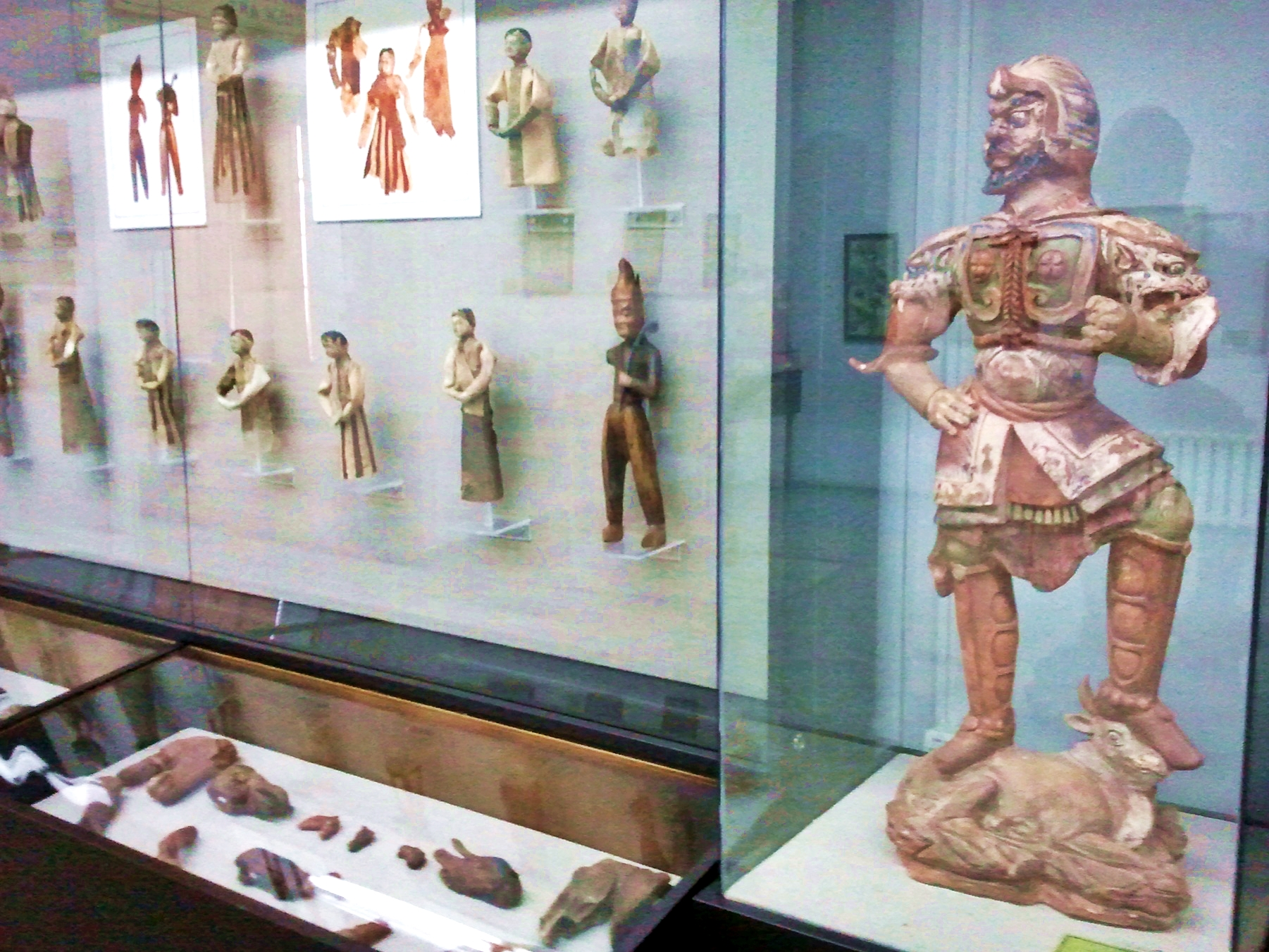
العثور على اكتشافات القرن 7 180 كم من أولان باتور. يوضع في أولان باتور. وهناك موضوع ثابت في التاريخ المنغولي هو العلاقات مع الصين.

اتحدت عدة مجموعات من المغول تحت قيادة جنكيزخان في بداية القرن الثاني عشر الميلادي. وقد وسع جنكيزخان وحفيده قبلاي خان الإمبراطورية المغولية من كوريا والصين باتجاه الغرب حتى وصلا إلى أوروبا وكانت عاصمتهم قراقورم. وقاما أيضاً بمحاربة الدولة العباسية آنذاك بقيادة هولاكو. حيث قام هولاكو باجتياح بغداد عام (656هـ). وقام بقتل آخر الخلفاء العباسيين وهو المستعصم بالله. وقام أيضاً بتدمير المساجد والمساكن. وقام بتدمير المكتبات ومحتواها وقتل سكان بغداد. حتى قيل أن نهر دجلة اصطبغ باللونين الأحمر والأسود. فالأحمر لكثرة ما قتل هولاكو من المسلمين والأسود لكثرة الكتب التي ألقيت في النهر وعقب هذه الأحداث انهارت الإمبراطورية المغولية في نهاية القرن الثالث عشر الميلادي. وقد أعاد أمراء المغول توحيد منغوليا في نهاية القرن الخامس عشر الميلادي، وأمروا الناس باعتناق عقيدة اللاما. وفي بداية القرن السادس عشر الميلادي، سيطر حكام شعب منشوريا المنغوليون على منغوليا الداخلية. وقد انتصر هؤلاء الحكام على الصين في عام 1644م واستولوا على منغوليا الخارجية في عام 1680 م.
ولم يكن لمنغوليا ـ كما هي الحال بالنسبة إلى الصين ـ سوى اتصالات محدودة مع الشعوب الأخرى خلال القرنين السابع عشر والثامن عشر الميلاديين. انظر: منشوريا.
وفي عام 1911م، طرد المنغوليون القوات الصينية من منغوليا الخارجية ونصبوا قديسا يدعى بوذا الحي ملكًا، وطلبوا دعمًا من روسيا.
وفي عام 1913م، وافقت كل من الصين وروسيا على إعطاء منغوليا الخارجية السيادة على شؤونها، لكنها مع ذلك بقيت مقاطعة صينية من الناحية القانونية، وفي الواقع تحت السيطرة الروسية. وخلال الحرب الأهلية الروسية عام 1920م احتلت القوات المناوئة للشيوعية منغوليا الخارجية، وحكمتها من خلال تنصيب بوذا الحي ملكًا عليها. ثم استولى المنغوليون والشيوعيون الروس على منغوليا الخارجية في عام 1921م وأنشأوا جمهورية منغوليا الشعبية في عام 1924م بعد وفاة بوذا الحي.
ساندت منغوليا الاتحاد السوفييتي أثناء الصراع السوفييتي الصيني حول قيادة العالم الشيوعي.
وفي نهاية الثمانينيات، أعطت الإصلاحات التي حدثت في الاتحاد السوفييتي ودول أوروبا الشرقية حريات لأكثر شعوب هذه الدول. وقد قاد المنغوليون مظاهرات في عام 1990م من أجل الحصول على مزيد من الحريات متأثرين بالتغيرات التي حدثت في الدول الشيوعية الأخرى. ونتيجة لذلك، تخلى الحزب الشيوعي في منغوليا عن احتكاره السلطة وتم تبني نظام التعددية الحزبية.
أجريت انتخابات حرة في شهر يوليو عام 1990م، وفاز الشيوعيون بأغلبية مقاعد البرلمان. وفي عام 1992م، أجريت انتخابات أخرى في أعقاب حل الحزب الشيوعي. وقد فاز الحزب الثوري الشعبي المنغولي ـ معظم أعضائه من الشيوعيين السابقين ـ بأغلب مقاعد البرلمان. وفي عام 1993م، شهدت منغوليا أول انتخابات رئاسية مباشرة أعيد فيها انتخاب الرئيس بونسا لماجين أرشيربات لفترة أخرى. وفي يوليو 1996م، أجريت انتخابات نيابية فاز فيها ائتلاف الاتحاد الديمقراطي على الحزب الثوري وانتخب البرلمان مندسايخاني أنخسايخان رئيسًا للوزراء

## السياسة والحكومة
منغوليا دولة برلمانية جمهورية. يتم انتخاب الرئيس مباشرة. الشعب أيضا انتخاب النواب في الجمعية الوطنية، ودول خورال العظمى، الذي يختار رئيس الوزراء الذي يسمي الوزراء بالتشاور مع الرئيس. ويؤكد خورال الوزراء. منغوليا الدستور يضمن عددا من الحريات، بما في ذلك كامل حرية التعبير والدين. منغوليا لديها عدد من الأحزاب السياسية، وأكبر هي حزب الشعب المنغولي والحزب الديمقراطي.
حزب الشعب - المعروفة باسم الحزب الثوري الشعبي بين عامي 1921 و 2010 - تشكيل حكومة البلد 1921-1996 (في نظام الحزب الواحد حتى عام 1990) و 2000-2004. من عام 2004 إلى عام 2006، وكان ذلك جزءا من التحالف مع الديمقراطيين وحزبين آخرين، وبعد عام 2006 كان الحزب المهيمن في اثنين من الائتلافات الأخرى. بدأ الحزب تغييرين من

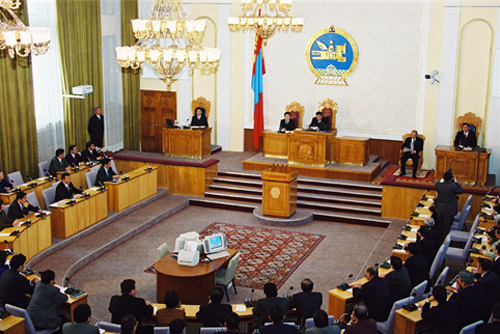
مجلس دول الخورال العظمى

الحكومة في الفترة من 2004 حتى فقدت السلطة في انتخابات 2012. كان الديمقراطيون القوة المهيمنة في الائتلاف الحاكم بين عامي 1996 و 2000، وشريك متساو تقريبا مع الحزب الثوري الشعبي في ائتلاف بين عامي 2004 و 2006. أسفرت انتخابات النواب في الجمعية الوطنية في 28 حزيران عام 2012 في أي حزب وجود أغلبية الشاملة؛  ولكن، كما فاز الحزب الديمقراطي على أكبر عدد من المقاعد،  زعيمها تساخيا البجدورج، وأصبح رئيسا للوزراء في 10 أغسطس 2012.
و رئيس منغوليا له دور رمزي إلى حد كبير ولكن يمكن منع قرارات البرلمان وتعيين القضاة والعدالة من المحاكم وتعيين سفراء في الخارج. البرلمان يمكن أن تستجيب من خلال نقض النقض أن بتصويت أغلبية الثلثين. منغوليا الدستور يوفر ثلاثة شروط لتولي منصب الرئيس، ويجب أن يكون المرشح من مواليد المنغولية، يكون لا يقل عن 45 سنة، وأقاموا في منغوليا لمدة خمس سنوات قبل توليه منصبه. يجب على الرئيس الاستقالة رسميا أيضا له أو لها عضوية الحزب. تشياغين البجدورج انتخب، اثنين من مرة رئيس الوزراء السابق والعضو السابق في الحزب الديمقراطي رئيسا يوم 24 مايو 2009 وافتتح في 18 يونيو من ذلك العام. أعيد انتخابه في 26 حزيران البجدورج 2013 وسوف يتم افتتاحه يوم 10 يوليو 2013 لفترة ولايته الثانية كرئيس للبلاد.
يستخدم منغوليا أونيكمرل النظام البرلماني الذي الرئيس دورا رمزيا والحكومة التي اختارها تمارين التشريعية السلطة التنفيذية. الذراع التشريعية، والدولة العظمى خورال، لديه غرفة واحدة مع 76 مقعدا ويرأسها رئيس مجلس النواب. يختار أعضائه كل أربع سنوات من قبل الانتخابات العامة. الدولة العظمى خورال قوية في الحكومة المنغولية مع الرئيس كونها رمزية إلى حد كبير ورئيس الوزراء الذي تم اختياره من قبل البرلمان من بين أعضائه الخاصة.

### القوات المسلحة

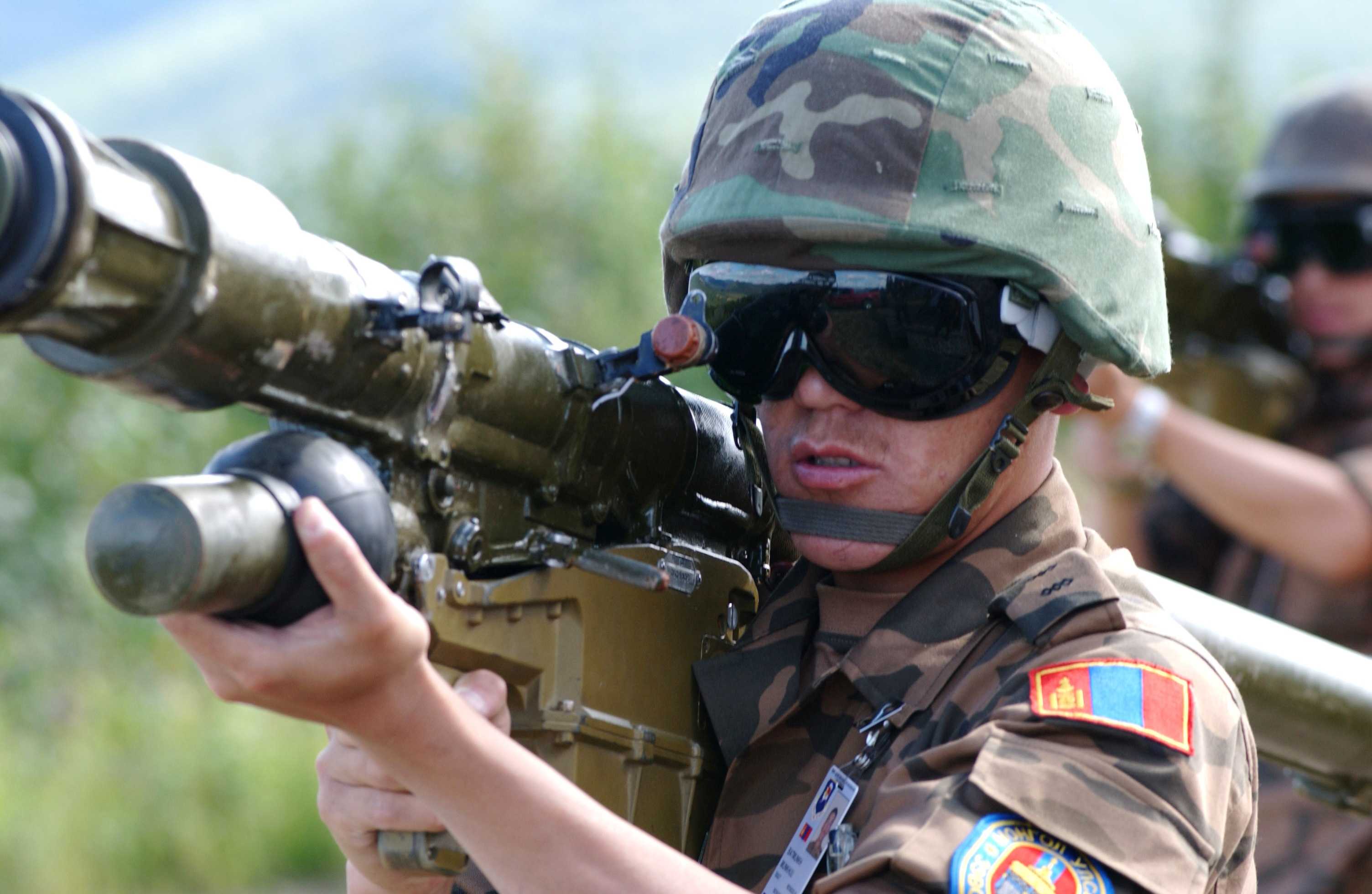
جندي المنغولية، مع SA-7 نظام الدفاع الجوي التي يحملها على مجمع المحيط الهادي نطاق ألاسكا خلال العلم الأحمر ألاسكا 07-3 في ألاسكا، الولايات المتحدة.

يعتبر الجيش منغوليا من كبرى الجيوش في شرق آسيا، وينقسم إلى أفرع ومنها،
- القوات البرية المنغولية
- القوات الجوية المنغولية
- القوات البحرية المنغولية (تعتمد فقط على ميناء تيانجين الصيني)

وسن الخدمة العسكرية في منغولية هي ما بين 18 سنة إلى 25 سنة، للخدمة العسكرية الإلزامية، طبقاً لإحصائيات 2006
وتكون مدة الخدمة 12 شهراً، سواء للقوات الجوية أو القوات الدفاع الجوية أو الشرطة.
ولا تستخدم النساء للعمليات العسكرية خارج البلاد، بسبب قلة النساء في منغوليا.
- القوات البشرية المتاحة للخدمة العسكرية، طبقاً لإحصائيات 2008 
| البيان              | المتاح للخدمة | اللائقين للخدمة |
| ------------------- | ------------- | --------------- |
| الذكور من سن 16 -49 | 865.425       | 696.652         |
| الإناث من 16 -49    | 860.669       | 731.480         |

### العلاقات الخارجية

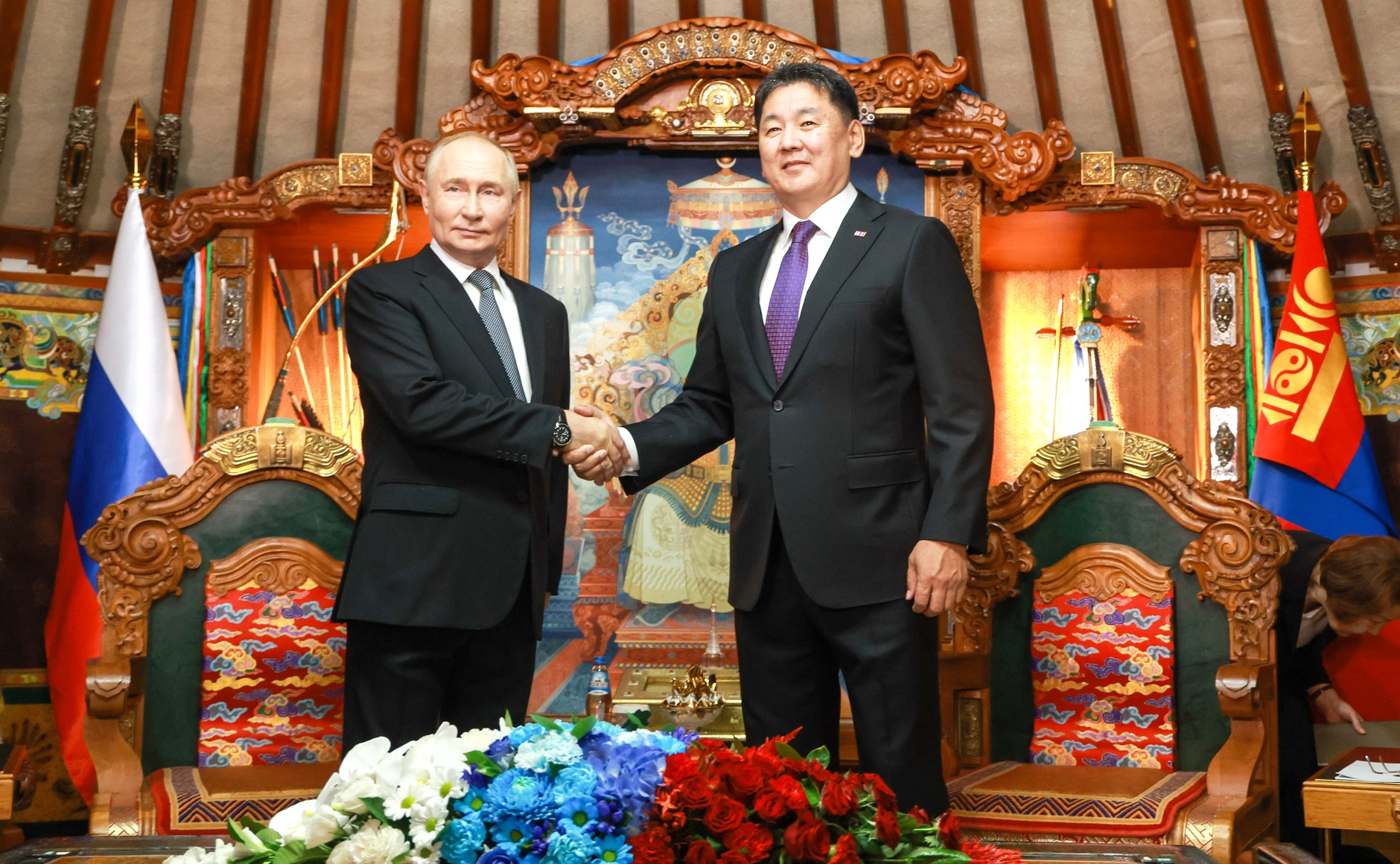
الرئيس المنغولي أوخنانغين خورلسوخ مع الرئيس الروسي فلاديمير بوتين في أولان باتور، منغوليا، 3 سبتمبر 2024

تحافظ منغوليا على علاقات إيجابية ولها بعثات دبلوماسية في العديد من البلدان مثل روسيا، وجمهورية الصين الشعبية والهند وشمال وجنوب كوريا، واليابان، والولايات المتحدة وألمانيا. وقد ركزت الحكومة على قدر كبير على تشجيع الاستثمارات الأجنبية والتجارة.
منغوليا لديها سفارات في ألماتي، أنقرة وبرلين وبكين وبروكسل وبودابست والقاهرة، طوكيو، واشنطن، كانبيرا، وارسو، بانكوك، فيينا،فيينتيان، هافانا، نيو دلهي، مدينة الكويت، لندن، موسكو، أوتاوا، باريس، براغ، بيونغ يانغ وسيول وصوفيا، ستوكهولم، هانوي، وسنغافورة، وقنصلية في إيركوتسك وأولان أودي، والبعثات الدبلوماسية لدى الأمم المتحدة في مدينة نيويورك وفي جنيف.
أصدر الرئيس الأمريكي باراك أوباما بيانا حول الانتخابات الرئاسية في منغوليا يوم 27 يونيو حزيران عام 2013، وأعلن في نفس اليوم من عام 2013 نتيجة الانتخابات الرئاسية المنغولية. وفي بيانه، هنّأ الرئيس أوباما الرئيس المنغولي البجدورج تشياغين على نجاحه في الانتخابات وأشار إلى: «. ويقدم من خلال إنجازاتها الديمقراطية مثيرة للإعجاب والتقدم على التحرير الاقتصادي منغوليا كمثال كبير من الإصلاح الإيجابي والتحول للشعوب في جميع أنحاء العالم.» أقر مجلس الشيوخ الأمريكي القرار رقم 192 دعم الديمقراطية ومنغوليا والتنمية الاقتصادية على الرئيس البجدورج اللدود في يوم 18 يونيو 2009.
انتشار القوات في الخارج
- أفغانستان 21 فرداً، من الجيش (إنشاءات)
- جمهورية الكونغو الديموقراطية: مراقبان، ضمن بعثة الأمم المتحدة في جمهورية الكونغو
- العراق 131 فرداً، ضمن بعثة بيت الحرية من الولايات المتحدة الأمريكية
- ليبيريا، ضمن بعثة الأمم المتحدة للمراقبة في ليبيريا.
- صربيا 36 فرداً، من قوات حلف الناتو في كوسوفا
- السودان مراقبان، ضمن بعثة الامم المتحدة في السودان
- الصحراء الغربية ثلاثة مراقبين، ضمن بعثة الأمم المتحدة في الصحراء الغربية

## التركيبة السكانية

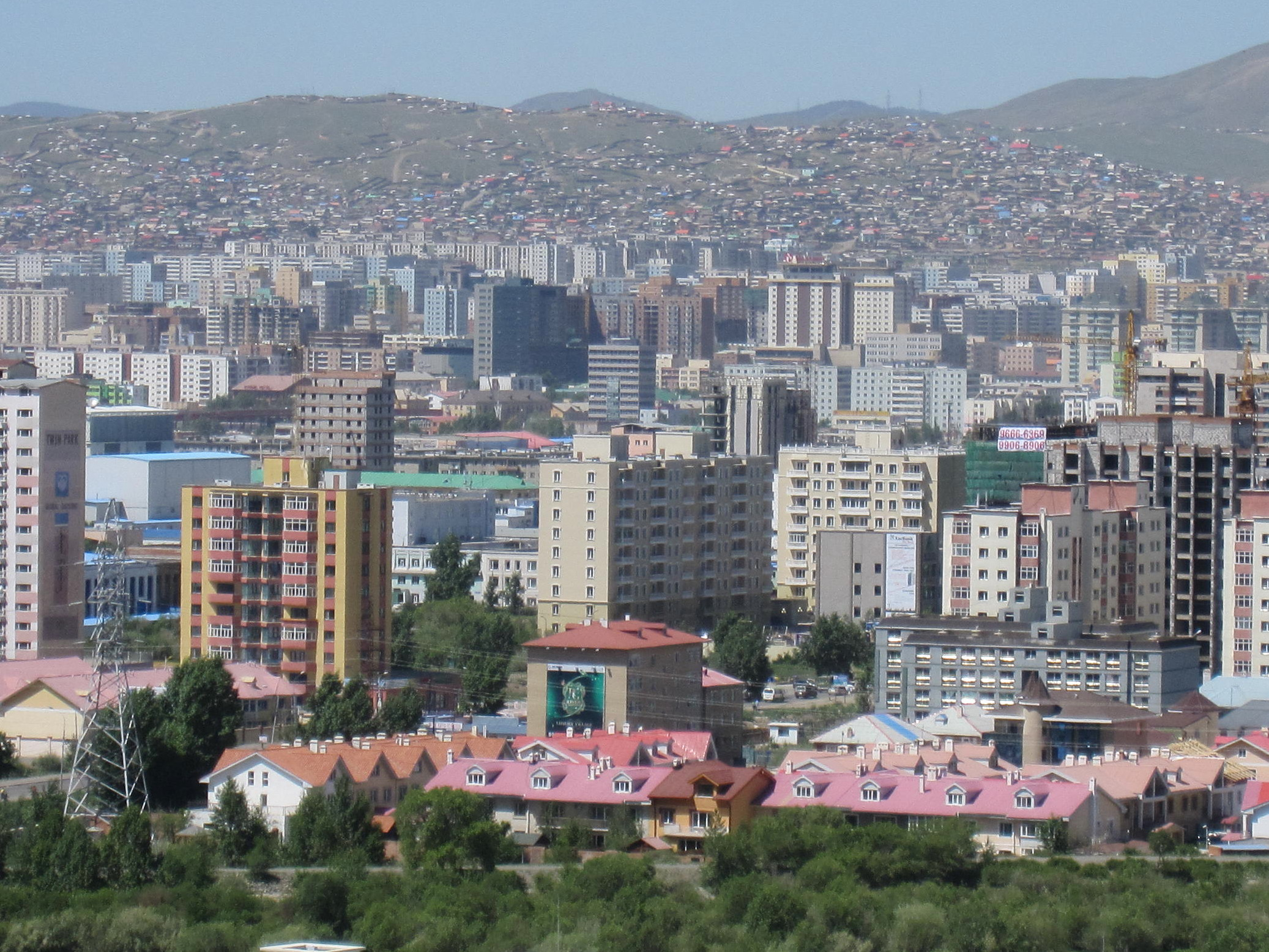
أولان باتور هي العاصمة وأكبر مدينة في منغوليا

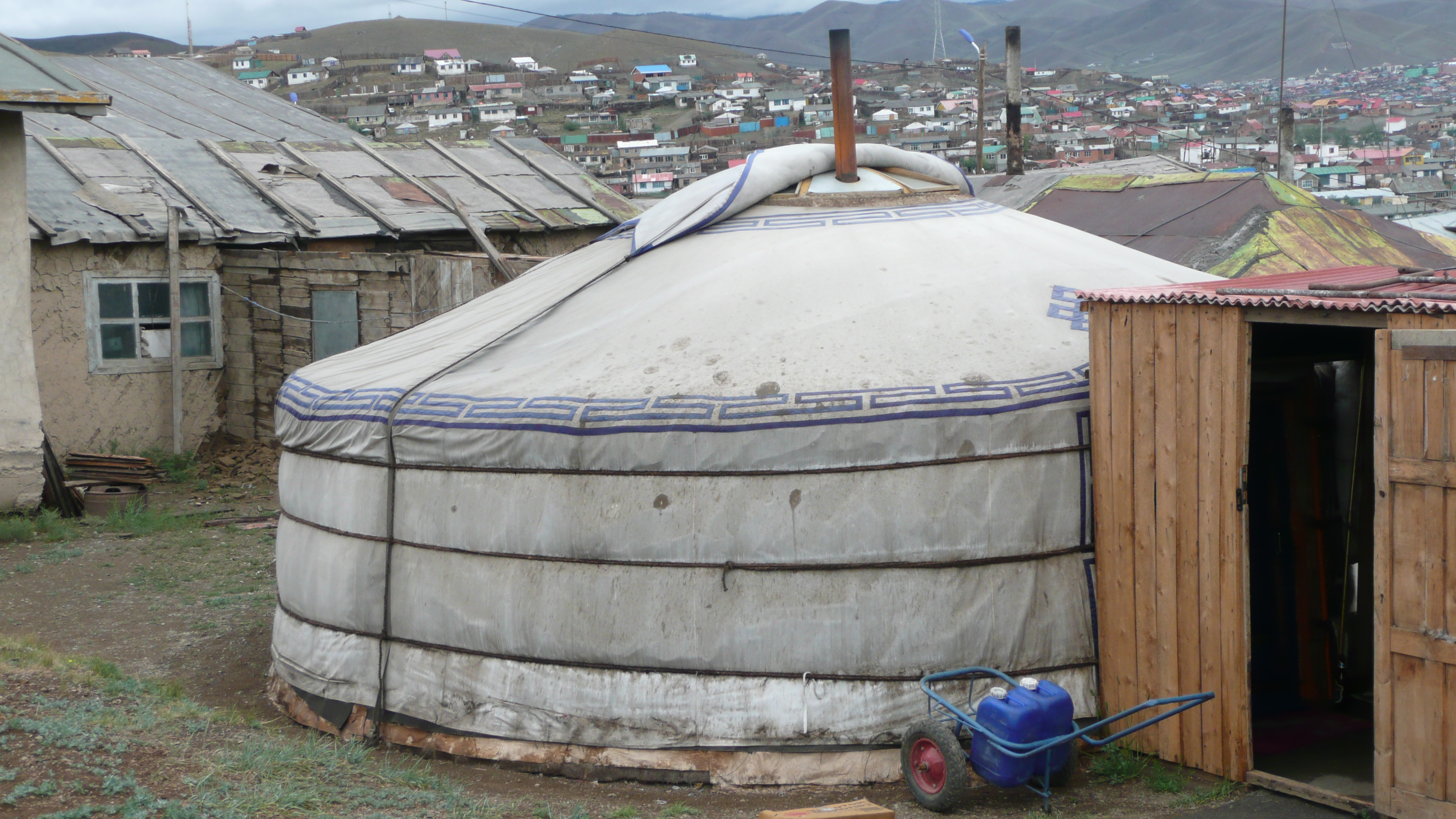
في المستوطنات، ويعيش العديد من العائلات في أرباع الألماني

ويقدّر عدد سكان منغوليا في يوليو 2007 من قبل مكتب الإحصاء الأميركي في 2.951.786 نسمة، لتحتل المرتبة 138 في جميع أنحاء في العالم من حيث عدد السكان. ولكن وزارة الخارجية الأمريكية مكتب الشؤون شرق آسيا والباسيفيك يستخدم الأمم المتحدة تقديرات (الأمم المتحدة) بدلاً من تقديرات مكتب الإحصاء الأميركي. إدارة الأمم المتحدة للشؤون الاقتصادية والاجتماعية شعبة السكان ويقدر مجموع السكان منغوليا (منتصف عام 2007)، و 2.629.000 (11٪ أقل من الرقم مكتب الإحصاء الأميركي) تقديرات الأمم المتحدة تشبه تلك التي أدلى بها مكتب المنغولية الوطني للإحصاء (2.612.900، نهاية يونيو 2007). ويقدر معدل النمو السكاني في منغوليا 1.2٪ (تقديرات 2007). عن 59٪ من مجموع السكان تحت سن 30، 27٪ منهم دون سن 14 عاما. وقد وضعت هذه الفئة من السكان صغار السن نسبيا وتزايد الضغوط على الاقتصاد منغوليا.
وأجري أول تعداد في القرن 20 من عام 1918 وبلغ عدد السكان 647,500. ومنذ نهاية الاشتراكية، شهدت منغوليا انخفاض معدل الخصوبة الكلي (طفل لكل امرأة) التي هي أكثر حدة مما كانت عليه في أي بلد آخر في العالم، وفقا لتقديرات الأمم المتحدة الأخيرة: في الفترة 1970-1975، وقدرت أن تكون الخصوبة 7.33 طفل لكل امرأة، وانخفض إلى نحو 2.1 في الفترة 2000-2005. في الآونة الأخيرة، ومع ذلك، تم إيقاف هذا الاتجاه، وذلك في الفترة 2005-2010، زادت قيمة الخصوبة يقدر فعلا إلى 2.5 واستقرت بعد ذلك بمعدل حوالي 2,2-2,3 طفل لكل امرأة.
حساب المغول العرقية لنحو 95٪ من السكان، وتتألف من كالكا والمجموعات الأخرى، وكلها تتميز أساسا عن طريق اللهجات للغة المنغولية. وكالكا يشكلون 86٪ من السكان المغول العرقية. وتشمل ما تبقى من 14٪برياتس وغيرها. الشعوب التركية (الكازاخ وتوفا) تشكل 4.5٪ من سكان منغوليا، والباقي الروسية والصينية والكورية والجنسيات الأمريكية.
يتكون سكان منغوليا من 92.6 ٪ المغول، والذين يبلغ تعدادهم حوالي 2.7 مليون نسمة. من العصور الوسطى إلى أوائل العصر الحديث في Khalkha ، Uriankhai و Buryats يعدون من المغول الشرقية في حين أن الأويراتية، والذين يعيشون أساسا في منطقة ألطاي، ينتمون إلى المغول الغربية 

### الدين
| الدين      | تعداد السكان | النسبة % |
| ---------- | ------------ | -------- |
| لا ديني    | 735,283      | 38.6     |
| المتدينين  | 1,170,283    | 61.4     |
| بوذية      | 1,009,357    | 50.0     |
| إسلام      | 107,702      | 6.0      |
| شامانية    | 55,174       | 2.9      |
| مسيحية     | 41,117       | 2.1      |
| أديان أخرى | 6,933        | 0.4      |
| المجموع    | 1,955,566    | 100.0    |

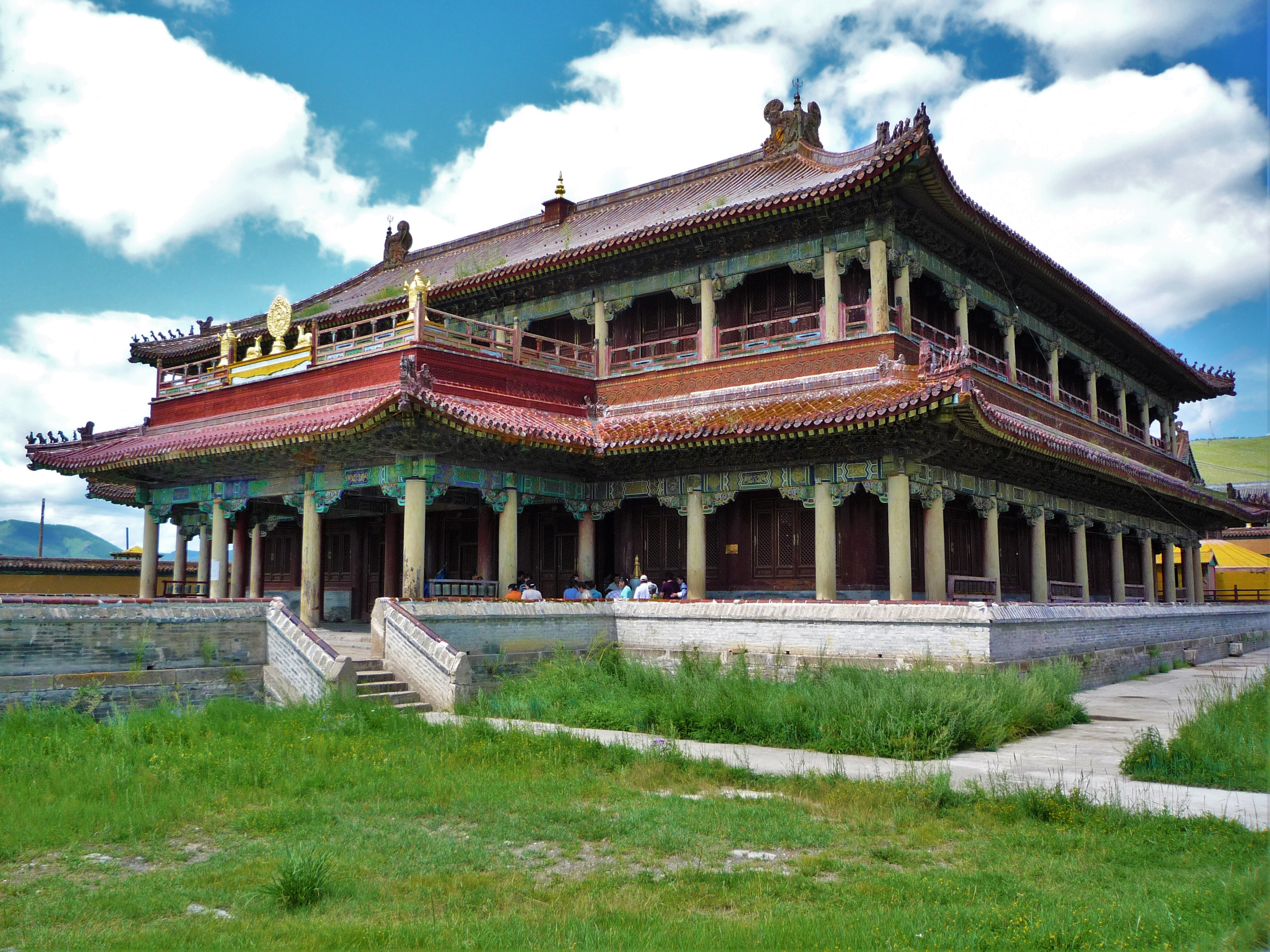
معبد دير أمارباياسغالانت البوذي، سيلينجي إياج، منغوليا

تقليديا، يمارس المغول الشامانية، عبادة السماء الزرقاء. وبعد ذلك، البوذية التبتية (وتسمى أيضا فاجرايانا البوذية) اكتسبت المزيد من الشهرة بعد أن تم عرضه في القرن 16. البوذية التبتية البوذية المشتركة أهداف مشتركة الإفراج الفردية من المعاناة والتناسخ. التبت الدالاي لاما، الذي يعيش في الهند، هو الدين الزعيم الروحي 'ق، ويحظى باحترام كبير في منغوليا.
كجزء من تراثهم الشامانية، والناس يمارسون السحر الشعائرية، عبادة الطبيعة، طرد الارواح الشريرة، والتأمل، والعلاج الطبيعي. في بداية القرن 20، كان منغوليا مئات الأديرة البوذية وكان حوالي 30 في المئة من جميع الرجال الرهبان. بقيادة الشيوعيين حملة معادية للدين في 1930s، والتي دمرت ما يقرب من نظام واسع من الأديرة. تحت الحكم الشيوعي، تمت ترقيته الإلحاد وأغلقت الأديرة، على الرغم من الممارسات الشامانية نجا. من عام 1945 إلى عام 1990، وسمح دير واحد فقط (قاندان في أولان باتور) للعمل.
الإصلاح الديمقراطي التي بدأت في عام 1990 يسمح بحرية الدين، وقد فتح أكثر من 100 الأديرة، والكازاخ المسلمين ويسمح لممارسة إسلام. كثير من الشباب يتلقون التعليم من خلال هذه المراكز التقليدية للتعلم، والناس مرة أخرى قادرة على ممارسة التقاليد العزيزة.
هناك أقلية كبيرة من المسلمين السنة في المناطق الغربية حتى منغوليا، ومعظمهم من قبائل تركية الكازاخ.

### المطبخ
يشير المأكولات المنغولية لتقاليد الطهي المحلية منغوليا والأطباق على غرار المنغولية. قد أثر على المناخ القاري المتطرف النظام الغذائي التقليدي، لذلك يتكون المطبخ المنغولية أساسا من منتجات الألبان، واللحوم، والدهون الحيوانية. استخدام الخضار والتوابل محدودة. بسبب القرب الجغرافي والروابط التاريخية العميقة مع الصين وروسيا، ويتأثر المطبخ المنغولي أيضا من المطبخ الصيني والروسي.

### اللغات
اللغة الرسمية في منغوليا المنغولية، ويتحدث بها 95 ٪ من السكان. ويتحدث مجموعة متنوعة من اللهجات Oirat وبوريات في جميع أنحاء البلاد، وهناك أيضا بعض المتكلمين من Mongolic Khamnigan. في غرب البلاد، والكازاخستانية Tuvan، كلتا اللغتين التركية، ويتحدث أيضا.
اليوم، يتم كتابة المنغولية باستخدام الأبجدية السيريلية، على الرغم من أن في الماضي كانت مكتوبة باستخدام البرنامج النصي المنغولية. تم التخطيط لإعادة الرسمي للنص القديم لعام 1994، لكنها لم تتخذ بعد المكان كما واجه صعوبات عملية الأجيال الأكبر سنا. يجري أعاد الأبجدية التقليدية ببطء من خلال المدارس.
الروسية هي اللغة الأجنبية الأكثر استعمالا في كثير من الأحيان في منغوليا، تليها اللغة الإنجليزية، على الرغم من أن اللغة الإنجليزية قد تحل تدريجيا الروسية كلغة ثانية. وقد اكتسب شعبية والكورية عشرات الآلاف من المنغوليين العمل في كوريا الجنوبية.
الاهتمام باللغة الصينية، ولغة القوة الأخرى المجاورة، آخذة في التزايد، وفقا ل Uradyn E. Bulag، عالم الأنثروبولوجيا في كلية هنتر ومركز الدراسات العليا، جامعة مدينة نيويورك، المغول يتم عرض القلق لغوية هامة حول فقدان لغتهم والهوية اللغوية للقوات القومية والثقافية الصينية القوية. اليابانية تحظى بشعبية بين الشباب. وهناك عدد من المواطنين المتعلمين المنغولية القديمة تتحدث بعض الألمانية، كما درس في ألمانيا الشرقية سابقا، في حين أن قلة يتكلمون لغات أخرى من الكتلة الشرقية السابقة. وبالإضافة إلى ذلك، كثير من الناس الأصغر سنا بطلاقة في اللغات الأوروبية الغربية لأنها دراسة أو عمل فيها، من بين أماكن أخرى وألمانيا وفرنسا وإيطاليا. الصم في منغوليا المنغولية استخدام لغة الإشارة.

## الاقتصاد

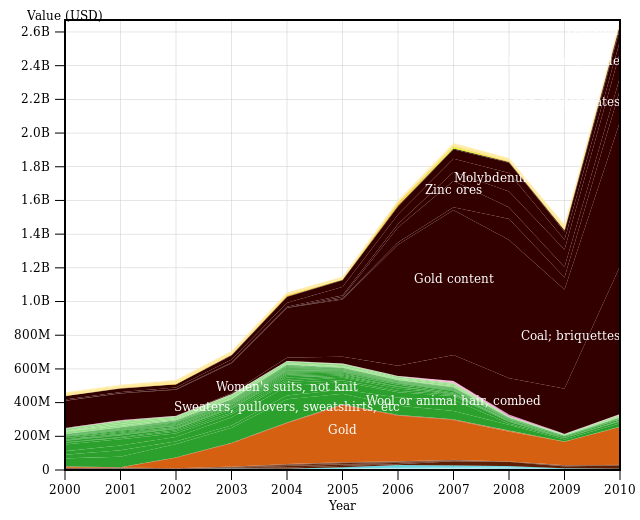
صادرات منغوليا، 2000-2010

وقد جرت العادة على أساس النشاط الاقتصادي في منغوليا على الرعي وتربية المواشي والزراعة، على الرغم من تطور الرواسب المعدنية واسعة من النحاس والفحم والموليبدينوم، والقصدير، التنغستن، الذهب وبرزت كمحرك للإنتاج الصناعي. ولدى منغوليا أيضاً مخزون معادن كبير:، مثل النحاس، والفحم الحجري، والموليبدنوم، والقصدير، والتنجستن، والذهب. جزء كبير من الإنتاج الصناعي في منغوليا كان نتيجة المساعدة السوفيتية، والتي شكّلت في أوجها ثلث الناتج المحلي الإجمالي. توقفت المساعدات السوفيتية بين عامي 1990-1991. بعد انهيار الاتحاد السوفياتي، غرقت منغوليا في كساد. إلى جانب التعدين (21.8 ٪ من الناتج المحلي الإجمالي)، والزراعة (16 ٪ من الناتج المحلي الإجمالي)، والصناعات المهيمنة في تكوين الناتج المحلي الإجمالي هي الأنشطة العقارية تجارة الجملة والتجزئة والخدمات والنقل والتخزين. ويقدر الاقتصاد الرمادي إلى أن يكون الثلث على الأقل حجم الاقتصاد الرسمي. اعتبارًا من عام 2006، وذهب 68.4 ٪ من صادرات منغوليا لجان المقاومة الشعبية، لجان المقاومة الشعبية وزوّدت 29.8 ٪ من واردات منغوليا.
تحتل منغوليا عن انخفاض الاقتصاد المتوسطة الدخل من قبل البنك الدولي. 22.4 ٪ من السكان يعيشون على أقل من 1.25 دولار يوميا. وكان الناتج المحلي الإجمالي للفرد الواحد في عام 2011 $ 3100. وعلى الرغم من النمو، ونسبة قدر عدد السكان تحت خط الفقر 35.6٪ لتكون في عام 1998، 36.1 ٪ في الفترة 2002-2003، 32.2 ٪ في عام 2006.
بسبب طفرة في قطاع التعدين، وكان منغوليا معدلات نمو مرتفعة في عامي 2007 و 2008 (9.9 ٪ و 8.9 ٪ على التوالي). وفي عام 2009، انخفاض حاد في أسعار السلع الأساسية وآثار الأزمة المالية العالمية تسببت في المحلية العملة لإسقاط 40 ٪ مقابل الدولار الأمريكي. كان من المتوقع أن تصل إلى 16.4 ٪ نقلوا اثنين من البنوك التجارية 16 في الحراسة. نمو الناتج المحلي الإجمالي في عام 2011. ومع ذلك، واصل التضخم إلى تآكل مكاسب الناتج المحلي الإجمالي، بمتوسط معدل 12.6 ٪ المتوقعة في منغوليا في نهاية عام 2011. على الرغم من أن الناتج المحلي الإجمالي قد ارتفع بشكل مطرد منذ عام 2002 بمعدل 7.5 ٪ في التقديرات الرسمية عام 2006، والدولة هي لا تزال تعمل للتغلب على العجز التجاري لا بأس به. الإيكونوميست تتوقع هذا العجز التجاري من 14 ٪ من الناتج المحلي الإجمالي في منغوليا للتحول إلى فائض في عام 2013
أدرج منغوليا أبدا بين أسواق الدول الناشئة حتى فبراير عام 2011 عندما تحدد محللون في سيتي جروب منغوليا لتكون واحدة من النمو العالمي مولدات البلدان التي البلدان التي لديها آفاق النمو الواعدة ل كونها 2010 - 2050. المنغولية البورصة، التي أنشئت في عام 1991 في أولان باتور، هو من بين أصغر البورصات في العالم من حيث القيمة السوقية. في عام 2011، فقد 336 شركة مدرجة بقيمة سوقية مجموعه ملياري دولار بعد أربعة أضعاف من 406 مليون دولار في عام 2008. منغوليا جعلت تحسن كبير على سهولة ممارسة أنشطة الأعمال في عام 2012، تتحرك صعودا إلى رتبة 76 مقارنة مع 88 في العام الماضي في تقرير «ممارسة أنشطة الأعمال» من قبل مؤسسة التمويل الدولية (IFC).

### الصناعة المعدنية

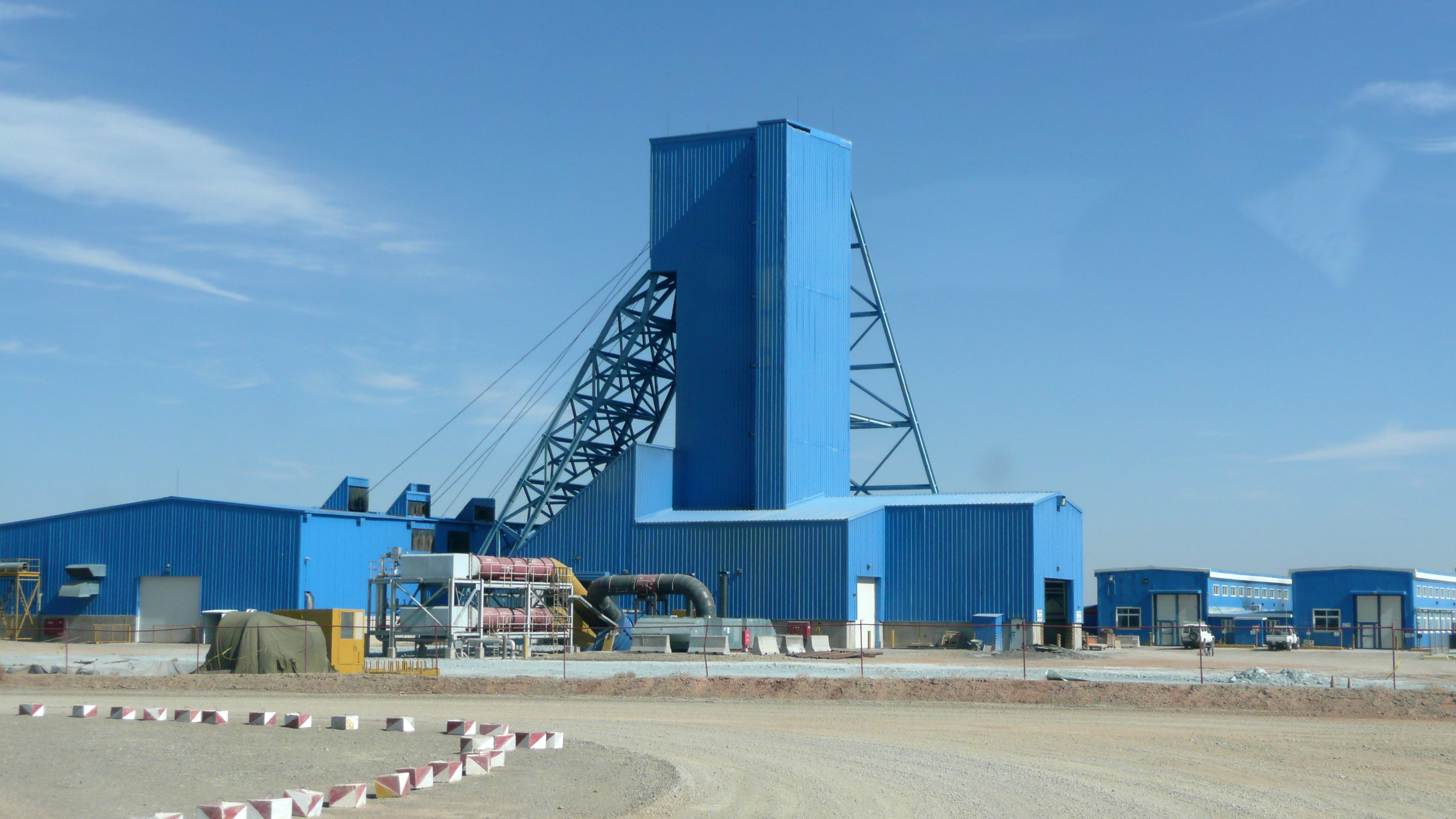
أويو Tolgoi توظف 18,000 العمال وسيتم إنتاج 450,000 طن من النحاس سنويا بحلول عام 2020

المعادن تمثل أكثر من 80 ٪ من صادرات منغوليا، وهي نسبة يتوقع أن ترتفع في نهاية المطاف إلى 95 ٪. صدرت. عن 3,000 تراخيص التعدين. مستمرة. التعدين في الارتفاع كصناعة رئيسية منغوليا كما يتضح من عدد من الشركات الصينية والروسية والكندية فتح وبدء الأعمال التجارية التعدين في منغوليا.
في صيف عام 2009 تفاوضت الحكومة على «اتفاقية الاستثمار» مع ريو تينتو وإفانهوي مناجم لتطوير أويو Tolgoi النحاس والذهب وديعة، أكبر مشروع للاستثمار الأجنبي في منغوليا، من المتوقع أن تشكل ثلث الناتج المحلي الإجمالي منغوليا من خلال عام 2020. وفي مارس 2011، أعدت ست شركات التعدين الكبرى لتقديم عطاءات للمنطقة Tavan Tolgoi، أكبر إيداع الفحم غير مستغلة في العالم. وفقا ل Erdenes MGL، وهي الهيئة الحكومية المسؤولة عن Tavan Tolgoi، أرسيلور ميتال، فالي، اكستراتا، عامل منجم الفحم الولايات المتحدة بيبودي، مجموعة من شركة الطاقة الصينية شينهوا واليابان ميتسوي وشركاه، ومجموعة منفصلة من اليابانية والكورية الجنوبية والروسية الشركات هي المزايدين المفضل.

### الزراعة
في عام 2002، عاش حوالي 30 ٪ من جميع الأسر في منغوليا من تربية الماشية. معظم الرعاة في منغوليا اتباع نمط الرعي البدوية أو شبه البدوية. ويرجع ذلك إلى شديدة 2009-2010 فصل الشتاء، فقد منغوليا 9.7 مليون الحيوانات، أو 22٪ من إجمالي الثروة الحيوانية. هذه أسعار اللحوم أثرت على الفور، مما أدى إلى زيادة شقين ؛ الناتج المحلي الإجمالي انخفض 1.6 ٪ في عام 2009.

## الثقافة

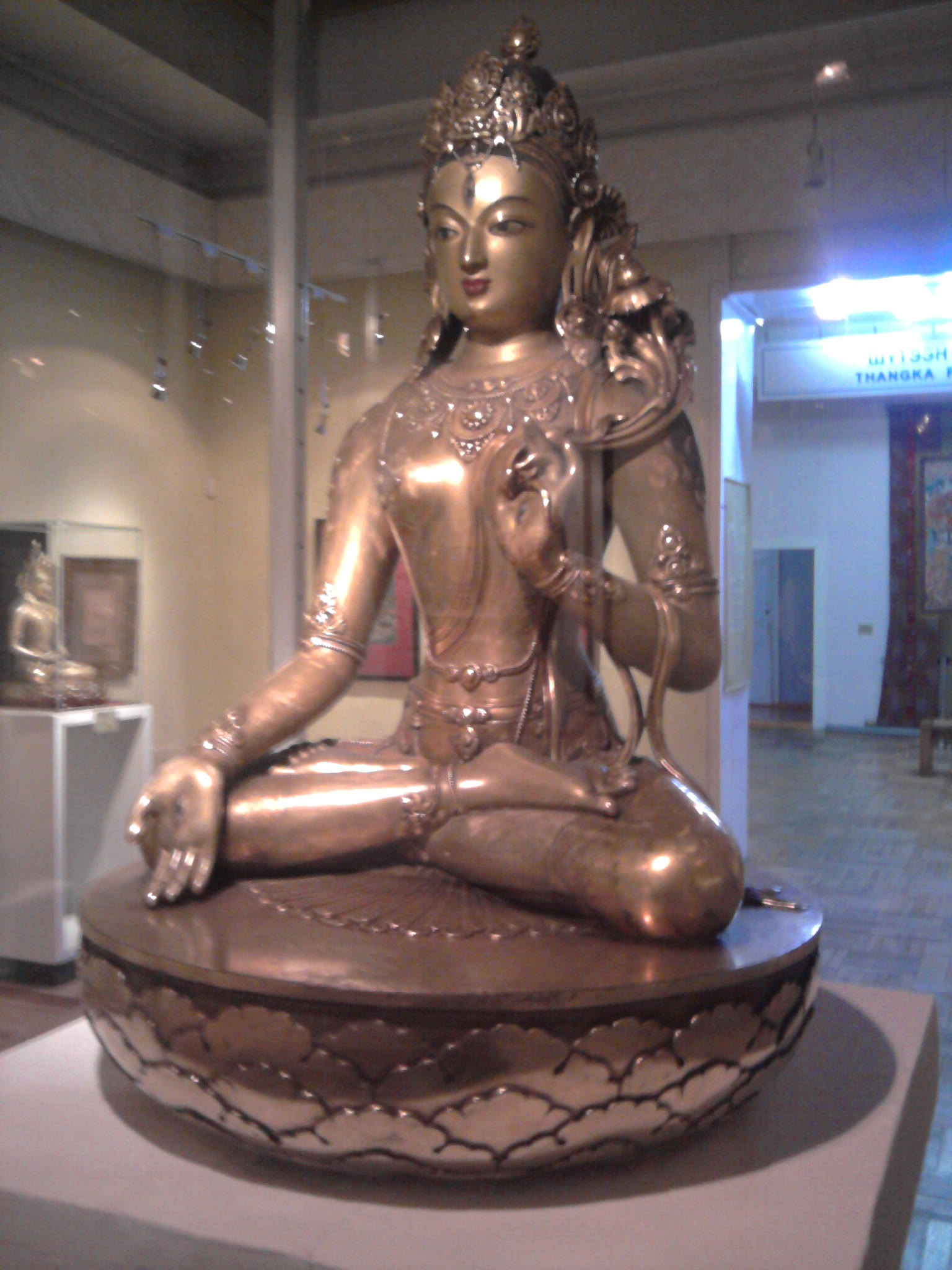
تمثال تارا البيضاء صنعه زنبازار في القرن السابع عشر

حظيت أنغام الخومي (أو غناء الحلْق) بشعبية كبيرة في منغوليا، خاصةً في أجزاء من غربها. الرمز الزخرفي في الشريط الأيسر من العلم المنغولي هو رمز بوذي يدعى سويومبو. هذا الرمز يمثل الشمس والقمر والنجوم والسماء وفقًا للرموز الكونية القياسية المأخوذة عن لوحات الثانغكا التقليدية.

### الفنون المرئية
قبل القرن العشرين، كانت معظم الأعمال الفنية في منغوليا لغرض ديني، ولذلك تأثرت الفنون التشكيلية في منغوليا بالنصوص الدينية بشدة. عادةً ما صُنعت أو نُسجت الثانغكات بتقنية أبليكية. كانت التماثيل البرونزية في الغالب لآلهة بوذية. يُعزى عدد من الأعمال العظيمة إلى زنبازار (أول جبتسوندامبا خوتوكتو).
في أواخر القرن التاسع عشر، تحول رسامون مثل مارزان شاراف إلى أنماط أكثر واقعية في لوحاتهم. كانت الواقعية الاشتراكية هي الأسلوب المهيمن في الرسم في جمهورية منغوليا الشعبية، ورغم ذلك، حظيت اللوحات التقليدية الشبيهة بالثانغكا التي تتناول الموضوعات العلمانية القومية بشعبية جيدة أيضًا، وعُرف هذا النوع بالزوراغ المغولي.
تعد لوحة (حب الأم) من أولى محاولات إدخال الحداثة في الفن المغولي، وقد رسمها تسيفغجاف في الستينيات، وقد طُهر هذا الأخير وروقبت أعماله.

### الهندسة المعمارية

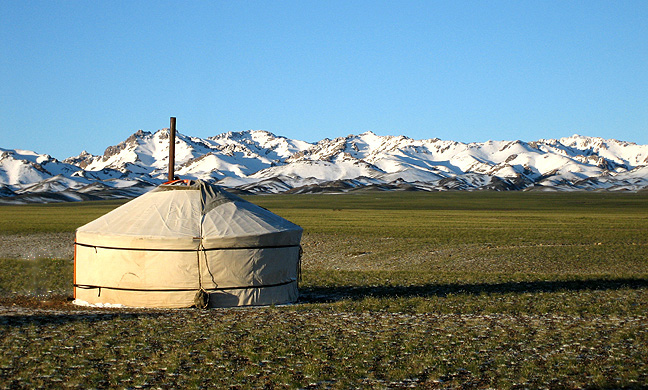
الألماني

ومن المعروف المسكن المنغولية التقليدية باعتبارها الألماني. في الماضي كانت تعرف من قبل يورت المدى الروسي، ولكن هذا يتغير عندما يصبح مصطلح المنغولية المعروف بين البلدان الناطقة بالإنكليزية. وفقا ل المنغولية الفنان والناقد الفني N. Chultem، كان الألماني الأساس ل تطور العمارة التقليدية المنغولية. في القرون 16th و 17th، تم بناء ديرا لاميا في جميع أنحاء البلاد. بدأ العديد منهم كما GER- المعابد. عندما يحتاجون إلى أن توسع لاستيعاب العدد المتزايد من المصلين، وتستخدم مهندسي المنغولية الهياكل مع 6 و 12 زوايا [بحاجة لمصدر] مع السقوف الهرمية لتقريب إلى شكل دائري من الألماني. أدى مزيد من التوسيع إلى شكل من الدرجة الثانية من المعابد. وأدلى أسطح في شكل سرادقات. وقد تم استبدال الجدران تعريشة، وأعمدة السقف وطبقات من اللباد من قبل الحجر والطوب والأعمدة والألواح، وأصبحت دائمة.
Chultem تمييز ثلاثة أنماط العمارة في المنغولية التقليدية: المنغولية والتبتية والصينية، وكذلك مزيج من الثلاثة. من بين أول المعابد من الدرجة الثانية وكان باتو - Tsagaan (1654) التي صممها Zanabazar. مثال على العمارة على الطراز الألماني هو الدير داشي - Choiling في أولان باتور. تم بناء المعبد Lavrin (القرن 18) في الدير Erdene Zuu في التقاليد التبتية. مثال على المعبد الذي بني في التقاليد الصينية هو الدير Choijing Lamiin سومى (1904)، وهو متحف اليوم. معبد الدير في الدرجة الثانية Tsogchin قاندان في أولان باتور هو مزيج من التقاليد المنغولية والصينية. معبد مايتريا (تفكيكها في عام 1938) هو مثال على العمارة Tibeto المنغولية. وقد بدأ داشي - Choiling الدير مشروع ل استعادة المعبد وقدم 80 (24 م) النحت مايتريا.

### الموسيقى

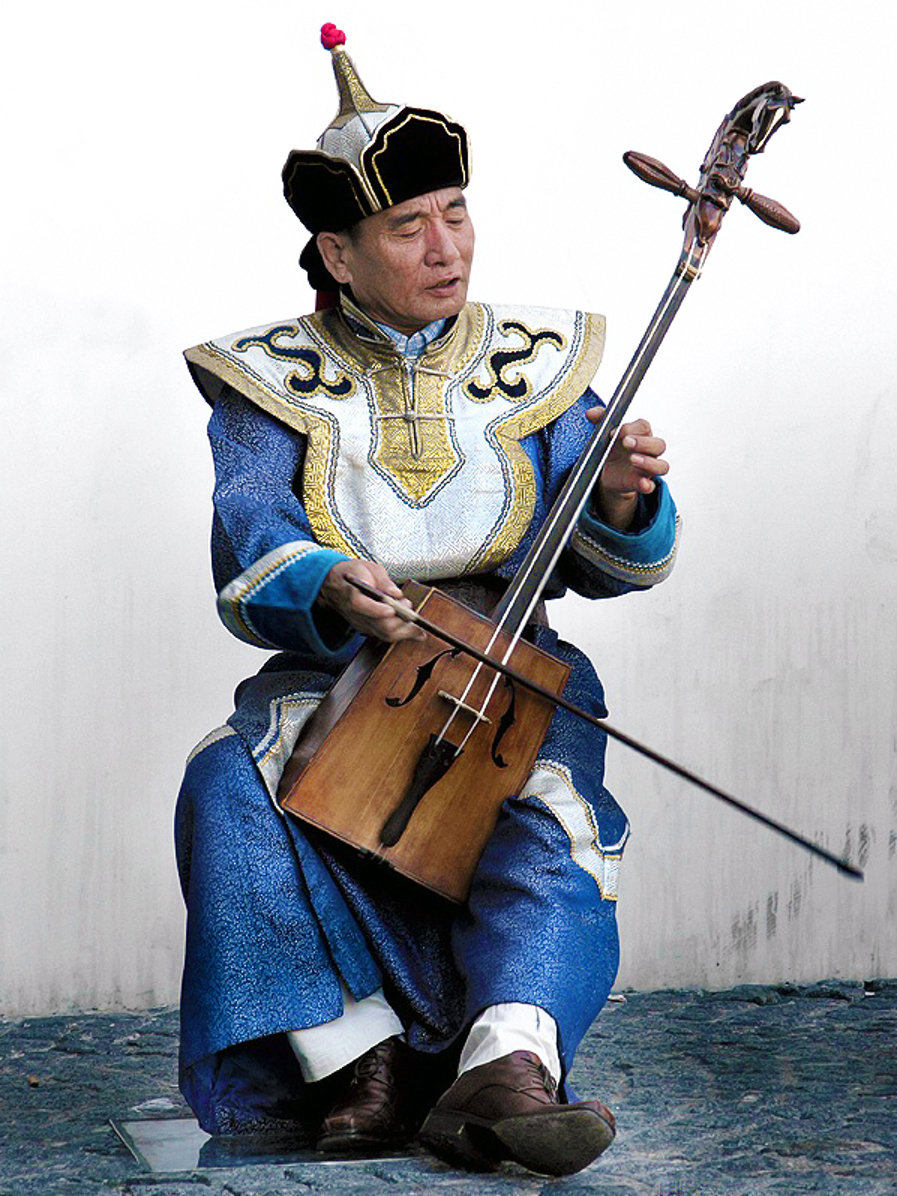
موسيقي العزف على آلة موسيقية المنغولية التقليدية مورين كور

موسيقى منغوليا تتأثر بشدة الطبيعة، البداوة، الشامانية، وكذلك البوذية التبتية. وتشمل الموسيقى التقليدية مجموعة متنوعة من الأدوات، الشهير ل موران khuur، وكذلك أساليب الغناء مثل urtyn duu («الأغنية الطويلة»)، والغناء الحلق (khoomei). ورقصت في «الطلسم» للحفاظ على الأرواح الشريرة بعيدا وكان ينظر إليه على الذكريات من shamaning.
كانت موسيقى الروك الأول من منغوليا Soyol Erdene، التي تأسست في 1960. وانتقد بهم مثل البيتلز بطريقة بشدة من الرقابة الشيوعية. تبع ذلك Mungunhurhree، Ineemseglel، Urgoo، وما إلى ذلك، نحت مسار هذا النوع في بيئة قاسية من الإيديولوجية الشيوعية. كانت Mungunhurhree و Haranga لتصبح رائدة في موسيقى الروك الثقيل في منغوليا. اقترب Haranga أوجها في أواخر عام 1980 وعام 1990.
زعيم Haranga، عازف الجيتار الشهير ENH - Manlai، ساعد بسخاء نمو الأجيال التالية من الروك. بين أتباع Haranga كانت الفرقة هيرد. في 1990s في وقت مبكر، وطرح مجموعة هار Chono بداية لقوم الصخور منغوليا، ودمج عناصر التقليدية «الأغنية الطويلة» المنغولية في النوع.
بحلول ذلك الوقت، كانت البيئة من أجل التنمية الفكر الفني أصبحت إلى حد كبير في المجتمع الديمقراطي الجديد في البلاد. ورأى في 1990s تطوير الراب، تكنو، الهيب هوب، وكذلك العصابات صبي وفتاة العصابات تزدهر في مطلع الألفية.

### وسائل الإعلام

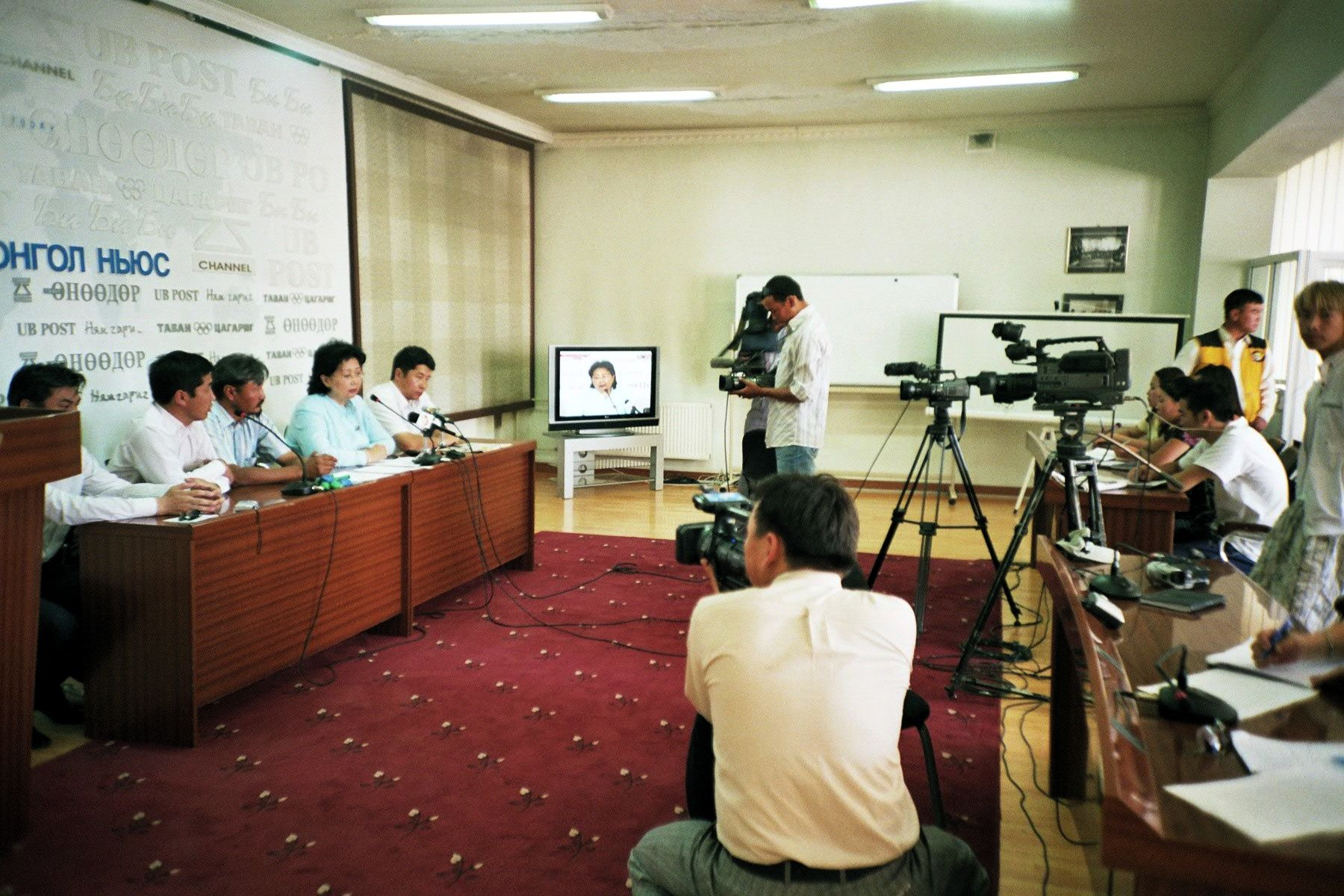
وسائل الإعلام المنغولية المقابلات المعارضة حزب الخضر المنغولية. اكتسبت وسائل الإعلام الحريات كبيرا منذ الإصلاحات الديمقراطية التي بدأت في عام 1990.

بدأت الصحافة المنغولية في عام 1920 مع علاقات وثيقة مع الاتحاد السوفياتي في إطار الحزب الشيوعي المنغولي، مع إنشاء الغيب («الحقيقة») صحيفة مماثلة لبرافدا السوفيتية. وحتى الإصلاحات في 1990s، كان على الحكومة رقابة صارمة وسائل الإعلام والنشر جميع أشرف، الذي لم يسمح ل وسائل الإعلام المستقلة. وكان تفكك الاتحاد السوفياتي لها تأثير كبير على منغوليا، حيث نما دولة الحزب الواحد إلى ديمقراطية متعددة الأحزاب، ومع ذلك، جاء الحريات الإعلامية إلى الواجهة.
قانون جديد على حرية الصحافة، الذي صيغ بمساعدة من المنظمات غير الحكومية الدولية في 28 أغسطس 1998 والصادر في 1 يناير 1999، مهدت الطريق ل إصلاحات وسائل الإعلام. وسائل الإعلام المنغولية تتألف حاليا من نحو 300 الطباعة وسائل البث.
منذ عام 2006، وقد تم تحسين البيئة الإعلامية مع الحكومة يناقش حرية جديدة قانون المعلومات، وإزالة أي انتماء وسائل الإعلام مع الحكومة. وقد أدت الإصلاحات السوق لعدد متزايد من الناس الذين يعملون في العام على اساس سنوى وسائل الإعلام، جنبا إلى جنب مع الطلاب في كليات الصحافة.
في تقرير المؤشر العالمي لحرية الصحافة ل عام 2013، صنفت منظمة مراسلون بلا حدود البيئة الإعلامية كما 98 من أصل 179، مع 1st كونها الأكثر حرية.

## البنية التحتية

### العلوم والتكنولوجيا
الاتصالات السلكية واللاسلكية في منغوليا واجهت تحديات فريدة من نوعها، كأقل كثافة سكانية، مع جزء كبير من السكان يعيشون حياة البدو، فقد كان من الصعب على الكثير من تكنولوجيا الاتصالات المعلومات التقليدية و (ICT) والشركات على تحقيق تقدم في المجتمع المنغولي. مع ما يقرب من نصف السكان تتجمع في العاصمة أولان باتور، وينتشر معظم تقنيات الهاتف الثابت هناك. وكان أكبر نجاح التقنيات اللاسلكية في المناطق الريفية.
الهواتف المحمولة شائعة، كما تتوفر جميع عواصم المقاطعات على الوصول 3.5G. الحلقة المحلية اللاسلكية آخر التكنولوجيا التي ساعدت منغوليا زيادة إمكانية الوصول إلى الاتصالات السلكية واللاسلكية والبنية التحتية تجاوز الخطوط الثابتة.
الإنترنت، تعتمد منغوليا على الألياف الضوئية مع جيرانها الصينية والروسية.
في عام 2005 تم تحويل مزود الإذاعة والتلفزيون التي تديرها الدولة منغوليا إلى مزود الخدمة العامة. الإذاعة والتلفزيون الإذاعات الخاصة، متعدد القنوات الفضائية ومقدمي تلفزيون الكابل وتتوفر أيضا.
حلّت منغوليا في المركز 68 في مؤشر الابتكار العالمي عام 2023، متراجعة من المركز 53 عام 2019، وتقدّمت مركزاً واحداً في مؤشر عام 2024 لتصبح في المركز 67.

### الطاقة
للتعدين وتنمية الطاقة شركة قابضة تعمل في منغوليا وشينجيانغ في شمال غرب الصين. تأسست في برمودا ومدرجة في بورصة هونغ كونغ. أصبح MEC المكونة لمؤشر MSCI هونغ كونغ من يونيو 2008.

### النقل والمواصلات

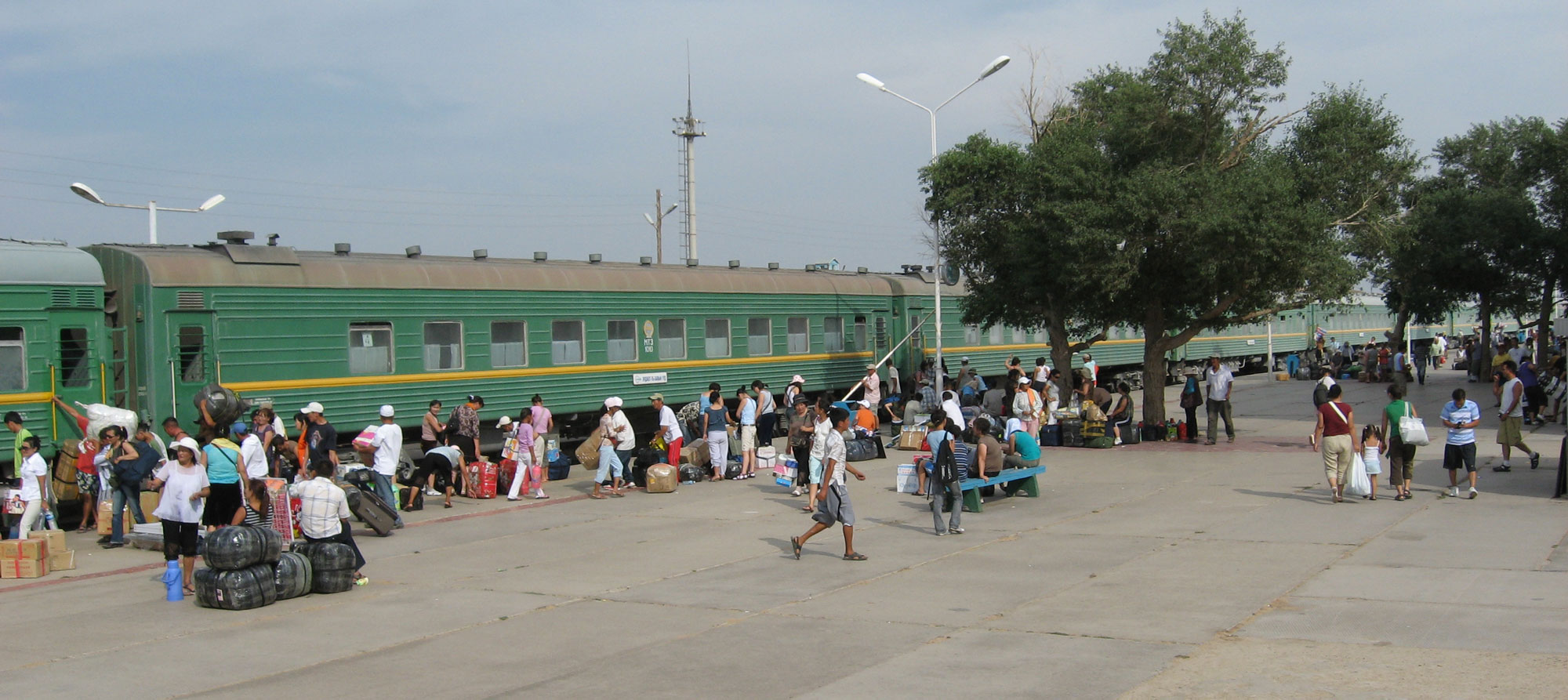
القطار في محطة زامين-UUD في دورنوجوفي محاكم الأقاليم

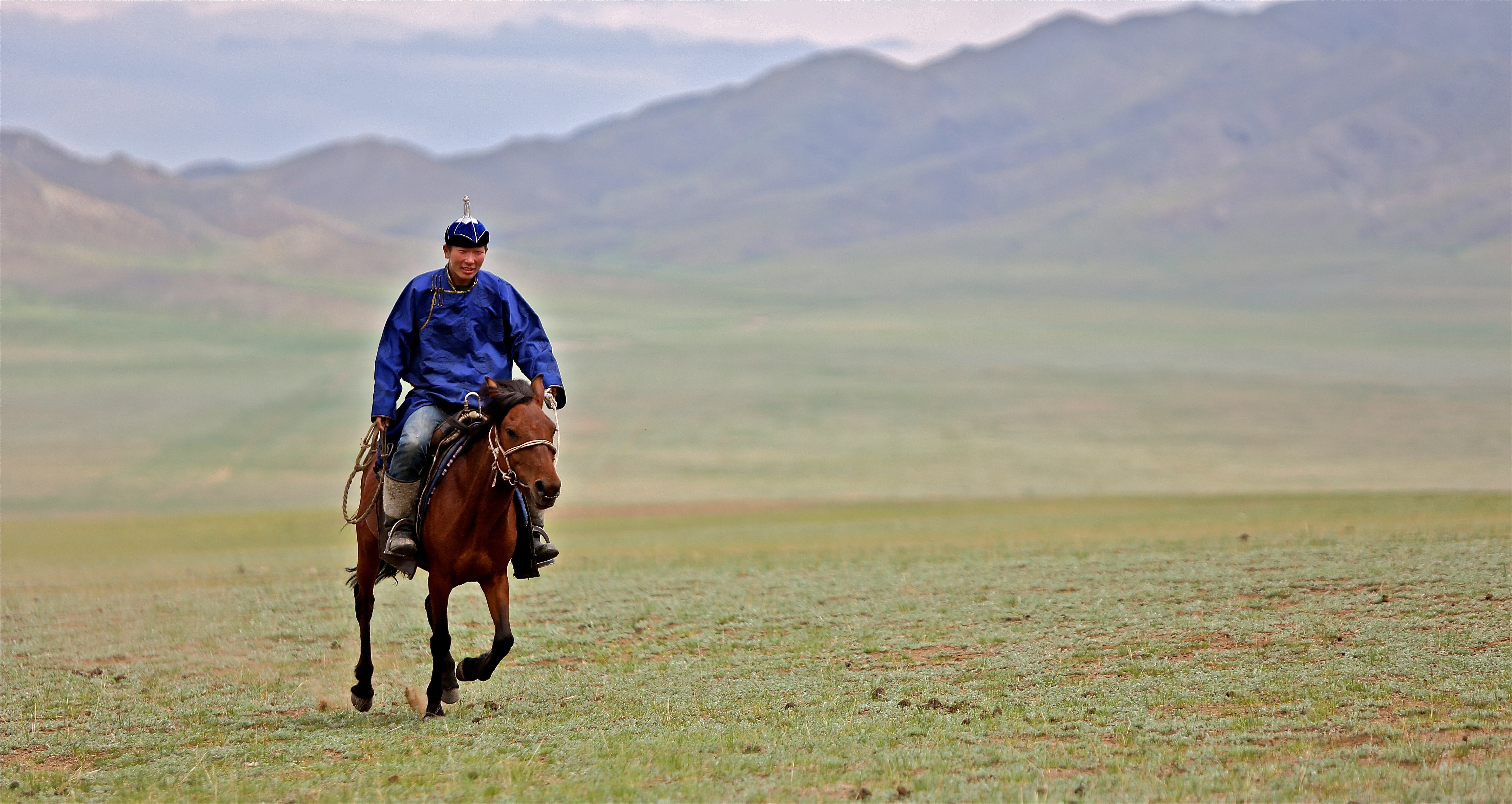
بينما يستمر الحصان المنغولي أن يعتبره رمز وطني، وبسرعة يتم استبداله من قبل المركبات الآلية.

السكك الحديدية العابرة ل المنغولية هو الرابط السكك الحديدية الرئيسي بين منغوليا وجيرانها. فإنه يبدأ في السكك الحديدية العابرة لسيبيريا في روسيا في مدينة أولان أودي، والصلبان في منغوليا، يمر عبر أولان باتور، ثم يمر في الصين في Erenhot حيث ينضم نظام السكك الحديدية الصينية. وصلة السكك الحديدية منفصلة يربط بين شرق مدينة شويبالسان مع السكك الحديدية العابرة لسيبيريا. ومع ذلك، يتم إغلاق هذا الرابط للركاب بعد بلدة المنغولية.
منغوليا لديها عدد من المطارات المحلية مع بعضها لها صفة الدولية. ومع ذلك، فإن المطار الدولي الرئيسي هو مطار جنكيز خان الدولي، تقع على بعد نحو 20 كيلومترا (12 ميل) من وسط مدينة أولان باتور. وجود اتصالات مباشرة بين طيران منغوليا وكوريا الجنوبية والصين وتايلاند وهونغ كونغ واليابان وروسيا وألمانيا، وقيرغيزستان، وتركيا. MIAT المنغولية الخطوط الجوية هي الناقل الجوي الوطني منغوليا بتسيير رحلات دولية، في حين أن غيرها شركات النقل الجوي المحلية مثل Eznis طيران، آيرو منغوليا و Hunnu الخطوط الجوية يخدمون كل من الرحلات الداخلية والإقليمية.
العديد من الطرق البرية في منغوليا هي فقط الطرق الحصى أو المسارات عبر البلاد بسيطة. هناك طرق معبدة من أولان باتور إلى الحدود الروسية والصينية، من أولان باتور شرق وغربا (ما يسمى الطريق للألفية)، ومن درخان لبولغان. وهناك عدد من مشاريع بناء الطرق تجري حاليا.

### التعليم
خلال الفترة الاشتراكية الدولة، وكان التعليم أحد مجالات إنجازا كبيرا في منغوليا. تم القضاء على الأمية تقريبا، في جزء منه من خلال استخدام المدارس الداخلية الموسمية لأطفال الأسر الرحل. تم خفض التمويل لهذه المدارس الداخلية في 1990s، مما يسهم في زيادة طفيفة الأمية.
التعليم الابتدائي والثانوي سابقا استمرت 10 سنوات، ولكن تم توسيع إلى 11 عاما. منذ عام 2008-2009 المدرسة، جديدة تلاميذ الصف الأول تستخدم نظام لمدة 12 سنة، وسوف تحول الكامل إلى نظام لمدة 12 سنة لم يحدث حتى عام 2019-2020 المدرسة، عندما طلاب الصف الثالث الحالي في الدراسات العليا.
اعتبارا من عام 2006، وتدرس اللغة الإنجليزية في جميع المدارس الثانوية في جميع أنحاء منغوليا، ابتداء من الصف الرابع الابتدائي.
الجامعات الوطنية المنغولية كلها العرضية من الجامعة الوطنية في منغوليا وجامعة المنغولية للعلوم والتكنولوجيا.ساعد مشروع يدعمه البنك الدولي على إنشاء مكتبات في الفصول الدراسية في جميع المدارس الابتدائية بالمناطق الريفية في منغوليا، التي لم يكن فيها أي كتب قبل عام 2006.
نقاط رئيسية
مشروع بمساندة البنك الدولي يساعد على إنشاء مكتبات بالفصول المدرسية في جميع المدارس الابتدائية بالمناطق الريفية في منغوليا وعددها 383 مدرسة.
دمج القراءة في المناهج يساعد على تحسين جودة التعليم الابتدائي بشكل عام.
الاستثمار في تحسين التعليم سيساعد الشباب على اكتساب المهارات وتنويع الاقتصاد المطلوب للتنمية المستدامة والنمو الشامل.
- مواضيع ذات صلة البنك الدولي
- مشروع:- التعليم والتنمية في الريف
- المؤسسة الدولية للتنمية ومنغوليا (E)
- بيان صحفي:- نائب رئيس البنك الدولي لشرق آسيا والمحيط الهادئ يستعد لزيارة منغوليا (E)
- وسائط إعلامية

مع اكتشاف الموارد المعدنية الهائلة، شهدت منغوليا نموا غير مسبوق، ويسعى التعليم في الريف جاهدا للحاق بالركب لضمان اكتساب الأطفال لمهارات القراءة التي يحتاجونها لمواجهة التحديات الجديدة.
وخلال العقدين اللذين أعقبا تحول البلاد إلى اقتصاد السوق الحر في أوائل تسعينيات القرن الماضي، انخفض الالتحاق بمدارس الريف سريعا وتقلصت سبل الحصول على مواد التعليم ذات الجودة العالية.
وطرحت حكومة منغوليا عددا من البرامج لتحسين نظام التعليم في البلاد، بما في ذلك مشروع التعليم والتنمية في الريف (2006-2013)، الذي حصل على منحة بقيمة 5 ملايين دولار من المؤسسة الدولية للتنمية للنهوض بمنظومة التعليم الابتدائي في منغوليا.
وقال أكسيل فان تروتسنبرغ، نائب رئيس البنك الدولي لمنطقة شرق آسيا والمحيط الهادئ، «القراءة هي الخطوة الأولى لمساعدة شباب منغوليا على تطوير إمكانياتهم، حتى يتمكنوا من اكتساب المهارات التي يحتاجونها في المستقبل لمساعدة بلادهم على تنويع اقتصادها... والبنك الدولي ملتزم بتعميق شراكته مع منغوليا كي يصبح النمو أكثر استدامة وشمولا وخلق فرص للجميع».
الوصول إلى كافة المدارس الريفية
وقبل عام 2006، لم يكن لدى المدارس الابتدائية في المناطق الريفية بمنغوليا أي كتب تقريبا.
ولسد هذه الفجوة، ساعد مشروع التعليم والتنمية الريفية في إقامة المكتبات المدرسية بجميع المدارس الابتدائية في المناطق الريفية بمنغوليا.
في مدرسة مقاطعة مورون الابتدائية، تتحدث المعلمة أن إنخبوريف عن فضل الكتب في غرس حب القراءة في نفوس الطلاب.
وتقول إنخبوريف إن «التلاميذ الذين لم يحبذوا القراءة باتوا يجلسون الآن في المكتبة طوال اليوم»، مضيفة أنهم «تمكنوا الآن من تنمية عادة قراءة الكتب لديهم».
وبعد قضاء وقتهم في المكتبة، يتحمس الطلاب لإعادة سرد القصص التي يقرؤونها على معلميهم، وزملائهم في الفصل وآبائهم. ولكي يجعلوا من ذلك أكثر يسرا، فإنهم يؤلفون «كتبا صغيرة» من صنع خيالهم.
عندما يعود باتاردورج، التلميذ في الصف الرابع، إلى خيمة أسرته البدوية بعد المدرسة، يسحب كتابا صغيرا كان قد انتهى لتوه من كتابته ليقرأه على والديه.
وبالتدريج أصبح طلاب مثل باتاردورج «مؤلفين»، ليحكوا هم الآخرين حكايات من حياتهم.
ويقرأ باتاردورج قائلا «كنت أطارد الأغنام. هذا بيت صنعته من الحجارة».
وفي طي هذه الكتب بالمكتبة، تكثر الإشارة إلى الثقافة المحلية، مما يساعد على توعية الأطفال بالتراث الثقافي لبلادهم.
ولتحفيز سرد القصص خارج الفصل الدراسي، استحدث مشروع التعليم والتنمية الريفية أيضا أسلوب «الحقيبة المدرسية» الذي يساعد الطلاب على حمل الكتب معهم إلى المنزل وإشراك عائلاتهم في قراءتها. وبعد أن ينتهوا من قراءة الكتب في الحقيبة، يعيدونها إلى المدرسة لاستبدالها بأخرى.
وبفضل هذا المشروع، أًصبحت الأسر تشتري المزيد من الكتب.
وعن هذا المشروع يقول براتيك تاندون الذي يقود جهود البنك في مساندة هذا المشروع «منغوليا، التي تضاهي في حجمها نصف مساحة الهند تقريبا، هي أقل بلدان العالم من حيث الكثافة السكانية. ولهذا فقد ساعد المشروع على إنشاء نظام الكوبونات الذي يسمح للأهالي بشراء كتب إضافية عبر البريد».
وسرعان ما ذاعت شهرة برنامج التوصيل هذا، ليشبع الرغبة للقراءة التي كان سكان الريف في منغوليا يعانون منها لعقود.
Open Quotes
التلاميذ الذين لم يحبذوا القراءة باتوا يجلسون الآن في المكتبة طوال اليوم«، مضيفة أنهم» تمكنوا الآن من تنمية عادة قراءة الكتب لديهم. Close Quotes
أن إنخبوريف معلمة في مدرسة مقاطعة مورون الابتدائية تغيير طريقة تعليم القراءة بالإضافة إلى إتاحة الكتب، وفر مشروع التعليم والتنمية الريفية التدريب للمعلمين على استخدام هذه الكتب ودمج القراءة في المنهج الدراسي.
والآن، تم تصميم المقاعد في الفصل المدرسي بحيث يواجه بعضها بعضا فيما يدور المعلمون داخل الفصل ليؤكدوا على التعليم التمثيلي بدلا من التلقين بالطريقة التقليدية، مع وقوف المعلم في المقدمة. ساعدت هذه الأساليب على غرس المزيد من تبادل الأفكار والتعبير عن الذات في الفصل.
يتحدث جالامجاف، التلميذ بالصف الثالث بمدرسة مقاطعة دادال الابتدائية، عن هذا التطور قائلا «قبل ذلك، لم نكن نستطيع الوقوف والتحرك في الفصل. لم يكن الفصل المدرسي مسليا. الآن، نتحرك بحرية ونتناقش جيئة وذهابا. كما نتعاون في عمل الواجبات. وأنا أحب هذا الأسلوب».
ولشحذ مهارات القراءة عند التلاميذ، تم إدخال فكرة «الكتب الكبيرة». يقوم المعلمون والطلاب بتأليف هذه «الكتب الكبيرة» معا في الفصل بناء على كتب تم العثور عليها في المكتبة المدرسية وتركت نهاياتها مفتوحة بعلامة استفهام كبيرة في الصفحة الأخيرة لإشراك الطلاب في الإجابة عليها.
يقول دي بوريفجارجال، المعلم بمدرسية مقاطعة مورون الابتدائية، «بعد تأليف كتب كبيرة، يأتي الطلاب إلي دوما ويقولون بشغف ’أستاذ، لقد خطر على ذهني نهاية أخرى للقصة».
وساعد دمج قراءة الطلاب في المناهج على تحسين جودة التعليم الابتدائي بشكل عام.
وعن هذا التحسن، يقول دي خيشيغبويان، منسق مشروع التعليم والتنمية الريفية في منغوليا «يشير المعلمون إلى حدوث طفرة في القدرات العامة. فقد تناقصت الأخطاء الإملائية لدى التلاميذ. وأصبحوا يظهرون ارتياحا أكبر في التعبير عن الذات».
وأصبحت هذه المناهج ذائعة الصيت حتى أن المعاهد الحكومية لتدريب المعلمين أدرجتها في مناهجها للتيقن من أن المعلمين الجدد في منغوليا يجيدون الأساليب التربوية للمشروع قبل بدء العمل.
التوسع إلى مدارس الحضر يحمل الأطفال مفتاح المستقبل في منغوليا التي غدت واحدة من أسرع بلدان العالم نموا. ويجري بذل المزيد من الجهود لتحسين نظام التعليم في البلاد من أجل مستقبل واعد.
ويشيد أل غانتومور، وزير التعليم في منغوليا، بهذا التطور قائلا «كان النجاح في المدارس الريفية رائعا إلى الحد الذي جعل الحكومة تحاكيه في مدارس الحضر، باستخدام نفس مناهج المكتبات والتعليم».
بحلول عام 2013، ساعد مشروع التعليم والتنمية في الريف على:-
- توفير 3560 كتابا لكل مكتبة من مكتبات الفصل في 383 مدرسة في جميع الأقاليم الحادية والعشرين في منغوليا.
- تدريب 4549 معلما ومعلمة على أساليب مشروع التعليم والتنمية في الريف.
- استخدام 130 ألف تلاميذ لمكتبات الفصل.
- تأليف 200 ألف كتب صغيرة من قبل المعلمين والتلاميذ.
- تأليف 10 آلاف كتابا كبيرا واستخدامها في الفصل.

### الصحة
منذ عام 1990، مؤشرات الصحة الرئيسية مثل متوسط العمر المتوقع ومعدلات وفيات الأطفال الرضع والأطفال قد تحسنت باطراد، سواء نتيجة للتغيرات الاجتماعية والتحسن في قطاع الصحة. ومع ذلك، لا تزال هناك مشاكل خطيرة، وخاصة في الريف. ووفقا ل عام 2011 دراسة أجرتها منظمة الصحة العالمية، منغوليا العاصمة أولان باتور لديه معظم الثانية غرامة تلوث الجسيمات في أي مدينة في العالم. ضعيف الهواء الجودة هي أيضا أكبر الأخطار المهنية، وأكثر من ثلثي الأمراض المهنية في منغوليا هو الغبار الناجم عن التهاب القصبات المزمن أو تغبر الرئة.
متوسط الولادة (معدل الخصوبة) حوالي 2.25–1.87 لكل امرأة (2007) ومتوسط العمر المتوقع هو 68.5 سنة (2011). وفيات الرضع هو في 1.9 ٪–4% وفيات الأطفال بنحو 4.3 ٪.
ويضم قطاع الصحة 17 مستشفيات متخصصة ومراكز، 4 مراكز التشخيص والعلاج الإقليمية، 9 و 21 مقاطعة محاكم الأقاليم المستشفيات العامة، والمستشفيات 323 سوم، 18 وظيفة feldsher، 233 ممارسات المجموعة العائلية، 536 المستشفيات الخاصة، و 57 شركات توريد المخدرات / الصيدليات. في عام 2002، بلغ عدد العاملين الصحيين 33273، منهم 6823 كانوا الأطباء والصيادلة 788، 7802 الممرضات، والعاملين 14,091 من المستوى المتوسط. في الوقت الحاضر، هناك 27.7 75.7 الأطباء وأسرة المستشفيات لكل 10,000 نسمة.

## الأعياد والعطلات الرسمية
- 1 يناير رأس السنة الميلادية.
- 8 مارس يوم المرأة.
- 1 يونيو يوم الأطفال والأمهات.
- 11 يوليو عيد الاستقلال.
- 14 نوفمبر عيد جنكيز خان.[85]
- 25 ديسمبر عيد الميلاد المجيد.

## التوزيع الديني والعرقي
حسب تقديرات يوليو/تموز 2014، يبلغ تعداد منغوليا 2.953.190 نسمة. بنسبة نمو: 1.37% ويتوزع الشعب عرقيًّا كالآتي: 94% مغول، 3.8% كازاخ، 2.7% دورفود، 2.1% بياض، 1.7% بوريات، 1.2% زكخشين، 1% داريغنغا، 4.6% عرقيات أخرى. أما من الناحية الدينية: فـ53% بوذيون لاميون، 3% مسلمون، 2.2% مسيحيون، 2.9% شامانيون، 0.4% آخرون، 38.6% لا دين لهم.

## الرياضة
الرياضة في منغوليا

منغوليا في دورة الألعاب الأولمبية

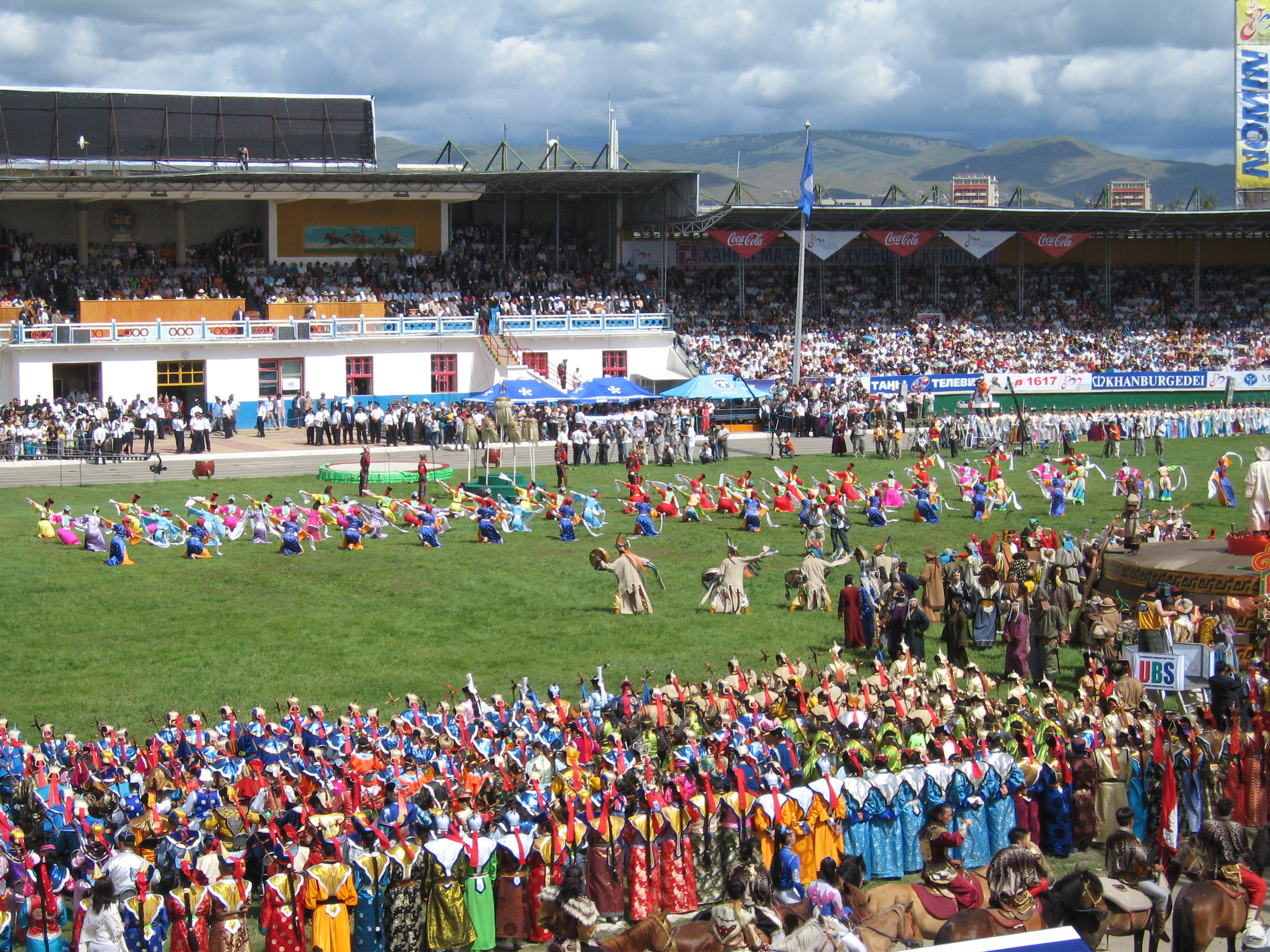
نادام هو أكبر احتفال الصيف

المهرجان الوطني الرئيسي هو نادام، والتي تم تنظيمها لعدة قرون، ويقام على مدى ثلاثة أيام في فصل الصيف، ويتألف من ثلاث رياضات المنغولية التقليدية، والرماية، سباق الخيل (أكثر فترات طويلة من بلد مفتوح، وليس سباق قصير حول مسار تمارس في الغرب)، والمصارعة، والمعترف بها تقليديا باسم مانلي ألعاب ثلاثة من Nadaam. في العصر الحديث ومنغوليا، ويقام على Nadaam 11 يوليو - 13 يوليو على شرف الذكرى السنوية للثورة الوطنية الديمقراطية وتأسيس دولة المغول الكبرى.
آخر نشاط شعبي للغاية ودعا Shagaa هو «عبها» الأغنام عظام الكاحل على هدف عدة أمتار، باستخدام حركة عبها من الاصبع لإرسال العظام الصغيرة تحلق على الأهداف ومحاولة لضرب العظام الهدف قبالة المنصة. في نادام، هذه المسابقة تحظى بشعبية كبيرة ويتطور جمهور خطيرة بين المغول القديمة.
الدراجين خلال مهرجان نادام

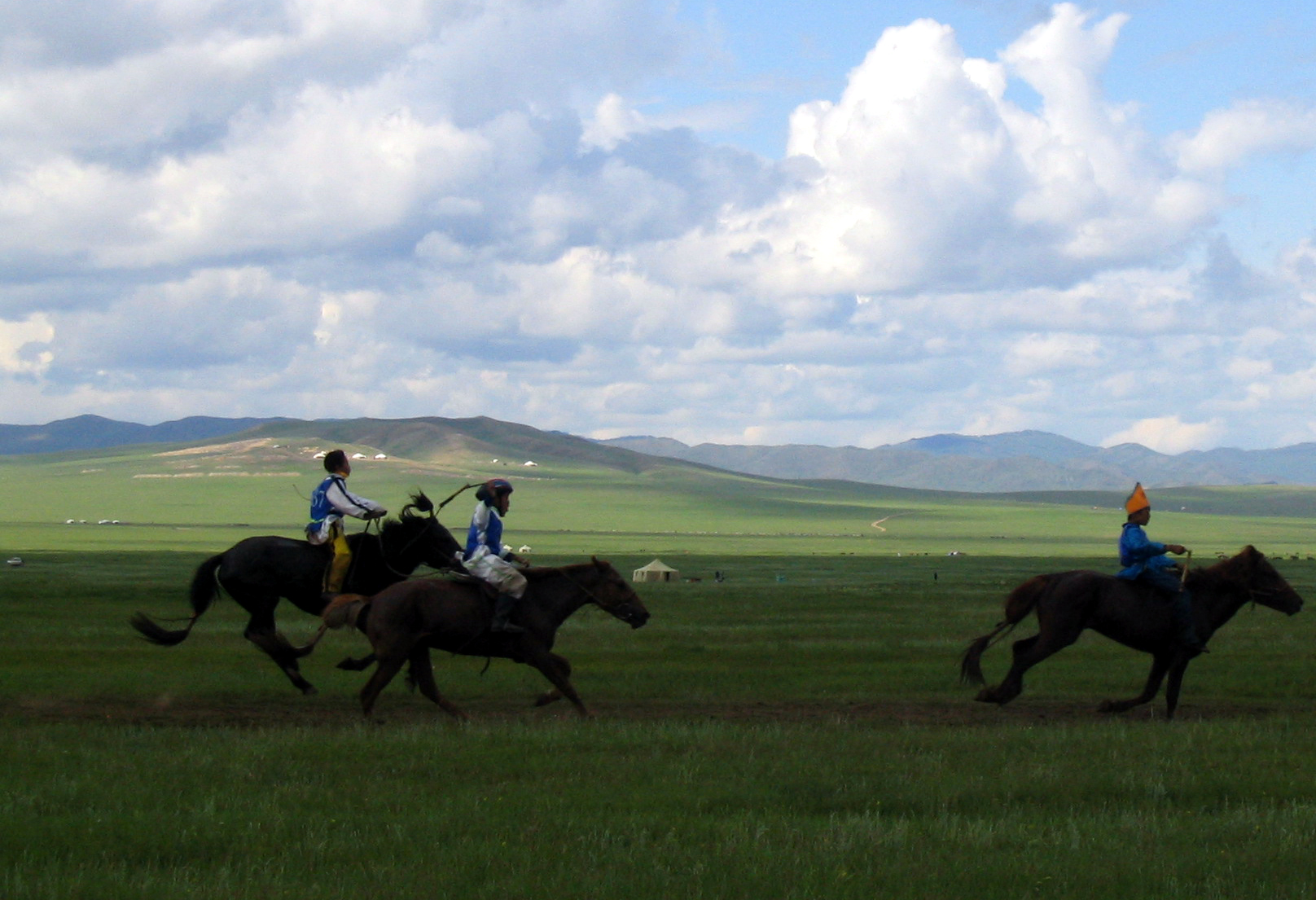
الدراجين خلال نادام المهرجان

ركوب الخيل هو المركزية وخاصة في الثقافة المنغولية. سباقات المسافات الطويلة التي عرضت خلال المهرجانات نادام هي جانب واحد من هذا، كما هو شعبية ركوب خدعة. مثال واحد من ركوب الحيلة هي أسطورة أن البطل العسكرية المنغولية دامدين سخباتار متناثرة النقود على الأرض ثم التقطت لهم أثناء ركوب الخيل في بالفرس الكامل.
المصارعة المنغولية هو الأكثر شعبية من جميع الألعاب الرياضية المغول. هو تسليط الضوء على مانلي ألعاب ثلاثة من نادام. المؤرخين يزعمون أن الطراز المغولي المصارعة نشأت منذ نحو سبعة آلاف سنة. مئات المصارعين من مختلف المدن و aimags في جميع أنحاء البلاد يشارك في المسابقة الوطنية المصارعة.
غيرها من الألعاب الرياضية مثل تنس الطاولة وكرة السلة، وكرة القدم أصبحت تحظى بشعبية متزايدة. أكثر المنغولية اعبي تنس الطاولة تتنافس دوليا.
فاز Naidangiin Tüvshinbayar أول ميدالية ذهبية أولمبية من أي وقت مضى منغوليا في فئة 100 كيلوغراما للرجال للـ جودو.
لعبت كرة القدم أيضا في منغوليا. بدأ المنتخب الوطني لكرة القدم منغوليا اللعب مرة أخرى في 1990s، ولديها بعد التأهل ل بطولة كبرى. الدوري منغوليا هي المنافسة المحلية الأعلى.
وقد برع العديد من النساء المنغولية في الرماية بالمسدس: Otryadyn Gündegmaa هو صاحب الميدالية الفضية في دورة الألعاب الأولمبية لعام 2008، Munkhbayar دورجسورين هو بطل العالم مرتين والبرونزية الفائز بالميدالية الأولمبية (تمثل الآن ألمانيا)، في حين Tsogbadrakhyn Mönkhzul هو، اعتبارا من مايو 2007، في المرتبة الثالثة في العالم في الحدث 25 متر مسدس.

## مزيد من القراءة
- Elaine Ling؛ William W. Fitzhugh؛ Thubten Konchog Norbu (2009). Mongolia: Land of the Deer Stone. Lodima Press. ISBN:978-1-888899-57-3. مؤرشف من الأصل في 2013-10-20. اطلع عليه بتاريخ 2013-06-28.
- Mongolia, Encyclopædia Britannica
- Mongolia  على كتاب حقائق العالم
- Background notes on Mongolia, US Department of State
- Mongolia: Growth, Democracy, and Two Wary Neighbors (Q&A with Alan Wachman  [لغات أخرى]‏, May 2012)
- تتضمن هذه المقالة مواد في الملكية العامة خاصة في Library of Congress Country Studies موقع http://lcweb2.loc.gov/frd/cs/.

## وصلات خارجية
- الحكومة المنغولية على شبكة الإنترنت
- السياحة في منغوليا من ويكي رحلات (بالإنكليزية)
- دليل سياحي لمنغوليا على الإنترنت

1. ↑  بالمنغولية: Монгол Улс، بالحروف اللاتينية:  Mongol Uls; كتابة مغولية: ᠮᠤᠩᠭᠤᠯ ᠤᠯᠤᠰ, IPA: ‎[mɔŋɢəɮ ʊɮs]‏, moŋɣol ulus; ترجمة حرفية "الأمة المغولية" أو "دولة منغوليا"
/mɒŋˈɡoʊliə/ ⓘ mong-GOH-lee-ə